# Pèl-roig

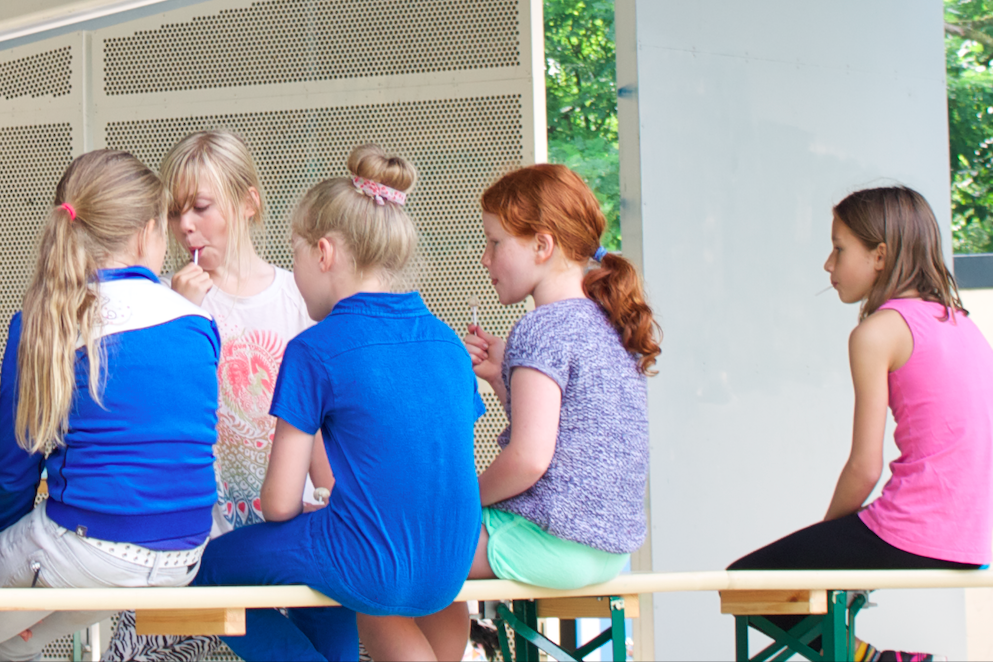
Cabells rossos, pèl-rojos i castanys

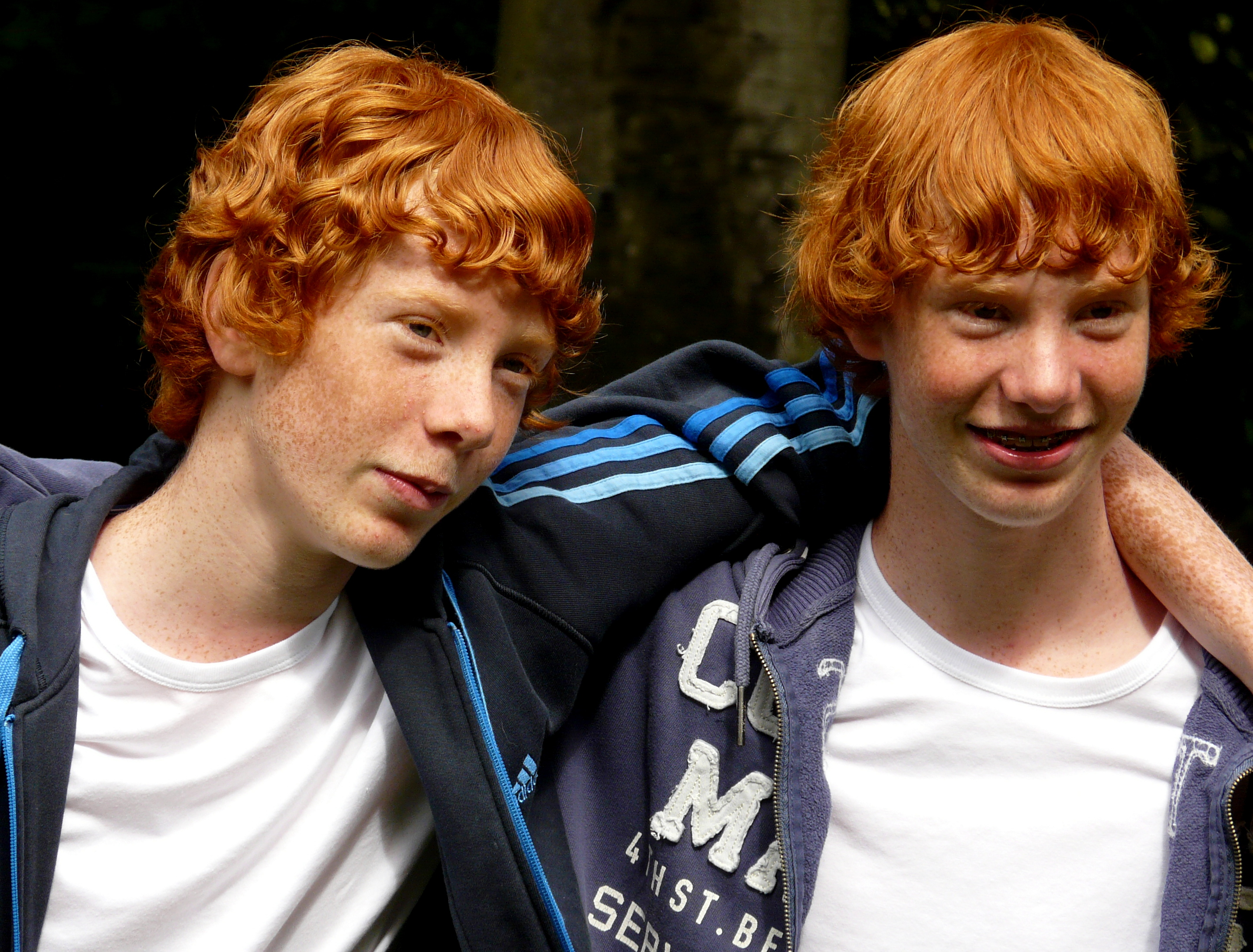
Bessons univitel·lins pèl-rojos

El pèl-roig és un color de pèl diferent del cabell ros i el cabell castany, producte d'una mutació genètica coneguda com a rutilisme i caracteritzada per un alt nivell de feomelanina i baix d'eumelanina.
El pèl-roig és un color poc comú en els humans: entre un 1 i un 2% de la població mundial és pèl-roja, un percentatge global menor que el d'esquerrans. El pèl-roig es troba principalment a la població del nord i oest d'Europa, encara que apareix també, amb baixa freqüència però, a altres parts d'Europa, Àsia i Àfrica. El pèl-roig sembla causat per un gen recessiu al cromosoma 16 que causa una mutació a la proteïna del receptor de la melanocortina 1 (MC1R). Aquest gen està associat amb fototips de pell baixos, pigues i sensibilitat a la llum ultraviolada. Les reaccions culturals cap als pèl-rojos han sigut des de la ridiculització fins a l'admiració; és un estereotip comú en algunes cultures el "caràcter del pèl-roig".
A més dels humans, el color pèl-roig es pot trobar en el pelatge d'altres mamífers com el cérvol, la farda, el gat, el gos, l'orangutan i la vaca de les Highlands.

## Distribució geogràfica

### Històrica

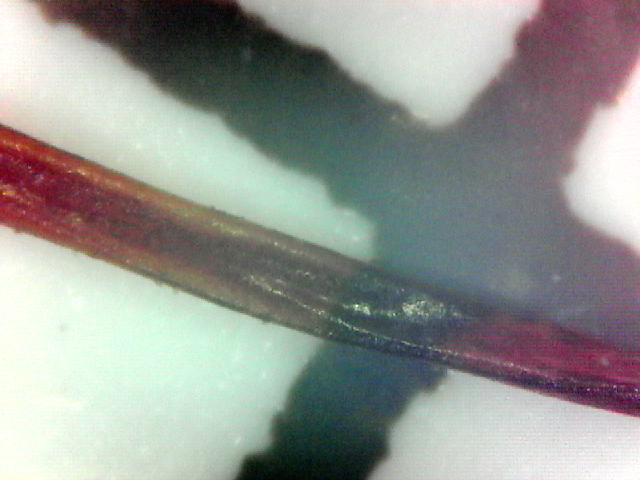
Pèl roig al microscopi (250 augments)

Existeixen molts relats d'escriptors grecs descrivint pèl-rojos. Un fragment del poeta grec Xenòfanes de Colofó descriu els tracis com a pèl-rojos amb ulls blaus. L'historiador grec Heròdot descriu els "budini", segurament udmurts i finesos permiacs al riu Volga (Rússia), com a pèl-rojos. L'historiador grec Cassi Dió descriu Boudica, la reina celta famosa dels icens, de: "ser alta i terrible en aparença ... una gran massa de cabells rojos ... damunt les espatlles".

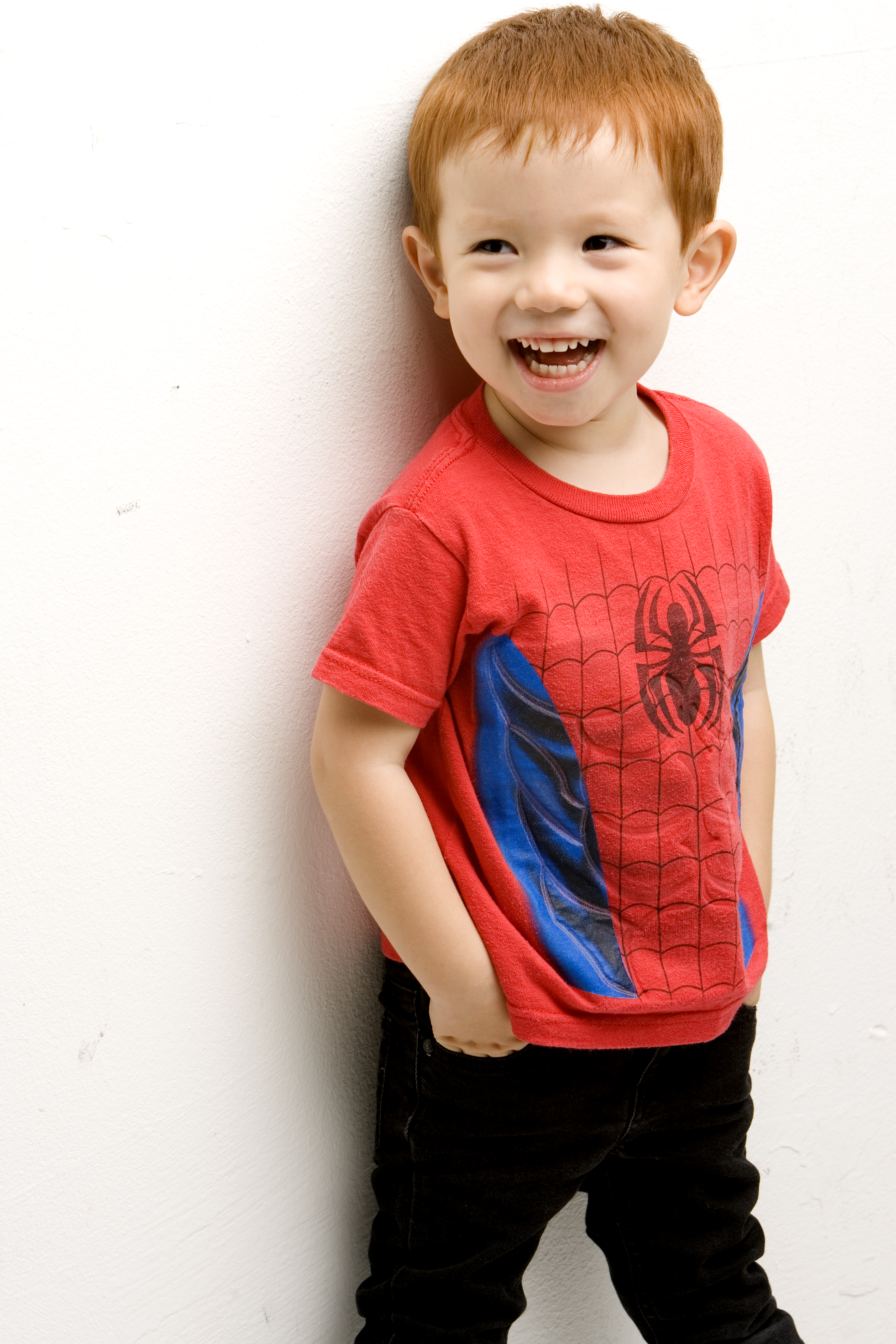
Pèl-roig de mare coreana i pare canadenc

El romà Tacitus va comentar de «els cabells rojos i les llargues extremitats dels habitants de Caledònia», els quals va relacionar amb tribus gal·les que tenien una relació amb germànics i belgues. També s'han trobat pèls rojos d'un habitant de Bàrcino en l'excavació del carrer Sotstinent Navarro de Barcelona.
Segons el cronista musulmà Ibn Idhari, el califa andalusí Hixam II era pèl roig; de fet, per l'origen vàndal dels amazics que ajudaren Tàriq ibn Ziyad en la conquesta omeia d'Hispània (any 711), molts d'ells eren de pell clara i ulls blaus.
També hi hagué pèl-roig a l'Àsia, especialment entre els tokharis, els quals van ocupar el que hui és la regió autònoma xinesa de Xinjiang.

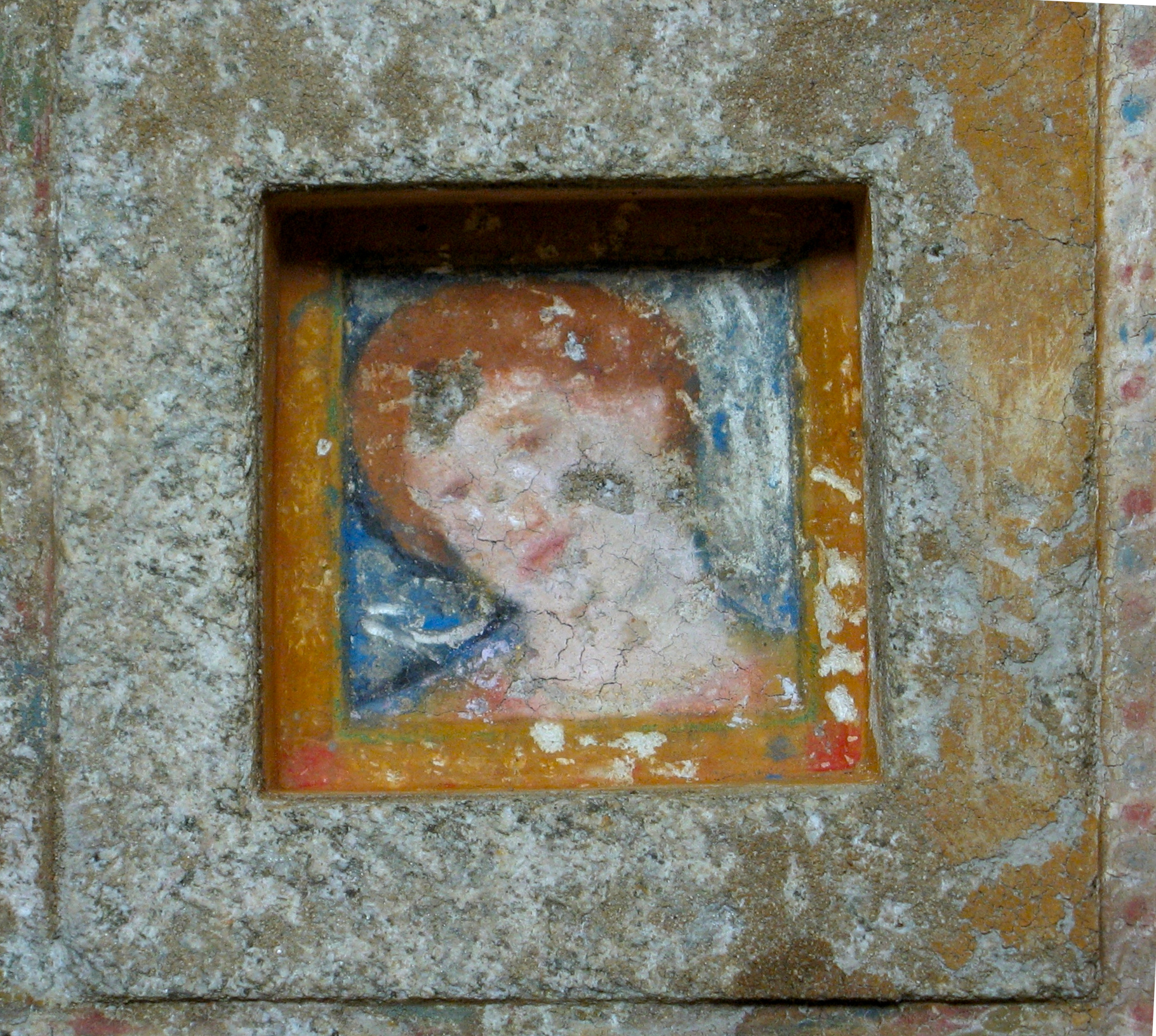
Un fresc d'una noble pèl-roja de Tràcia al pujol Ostrusha a la Bulgària central, IV segle d.C.
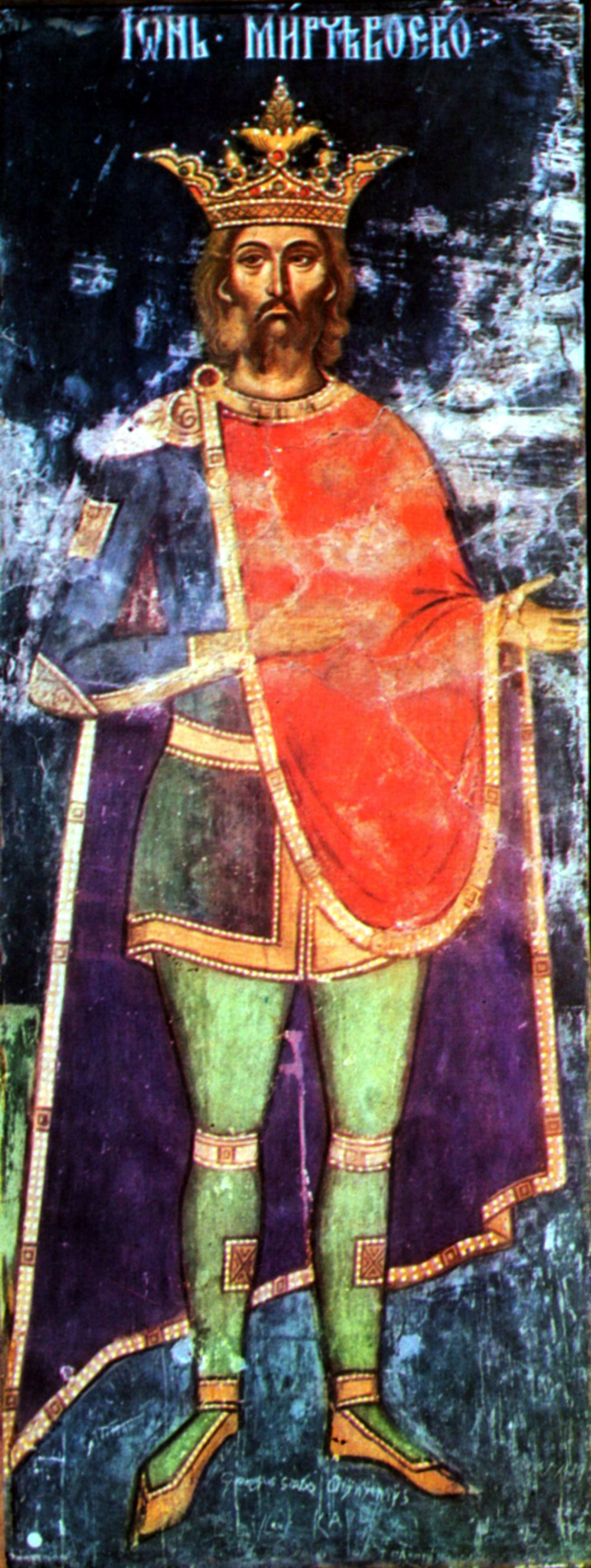
Príncep Mircea I de Valàquia, fresc de l'església Episcopiei de Argeş
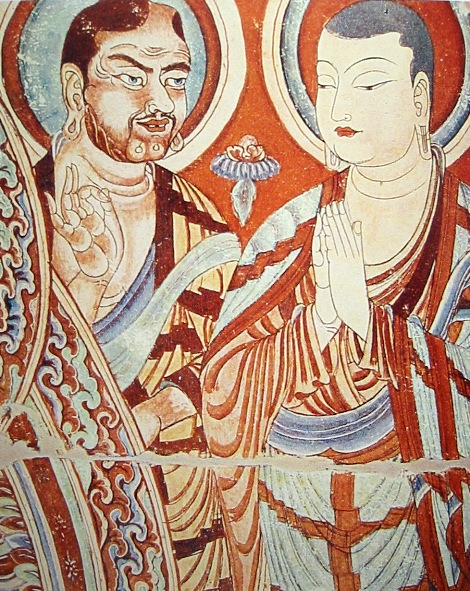
Pèl-roig amb ulls blaus de l'Àsia central (Tokhari?) i monjo Budista de l'Àsia oriental, Bezaklik, Tarim Basin oriental, China, IX-X segle
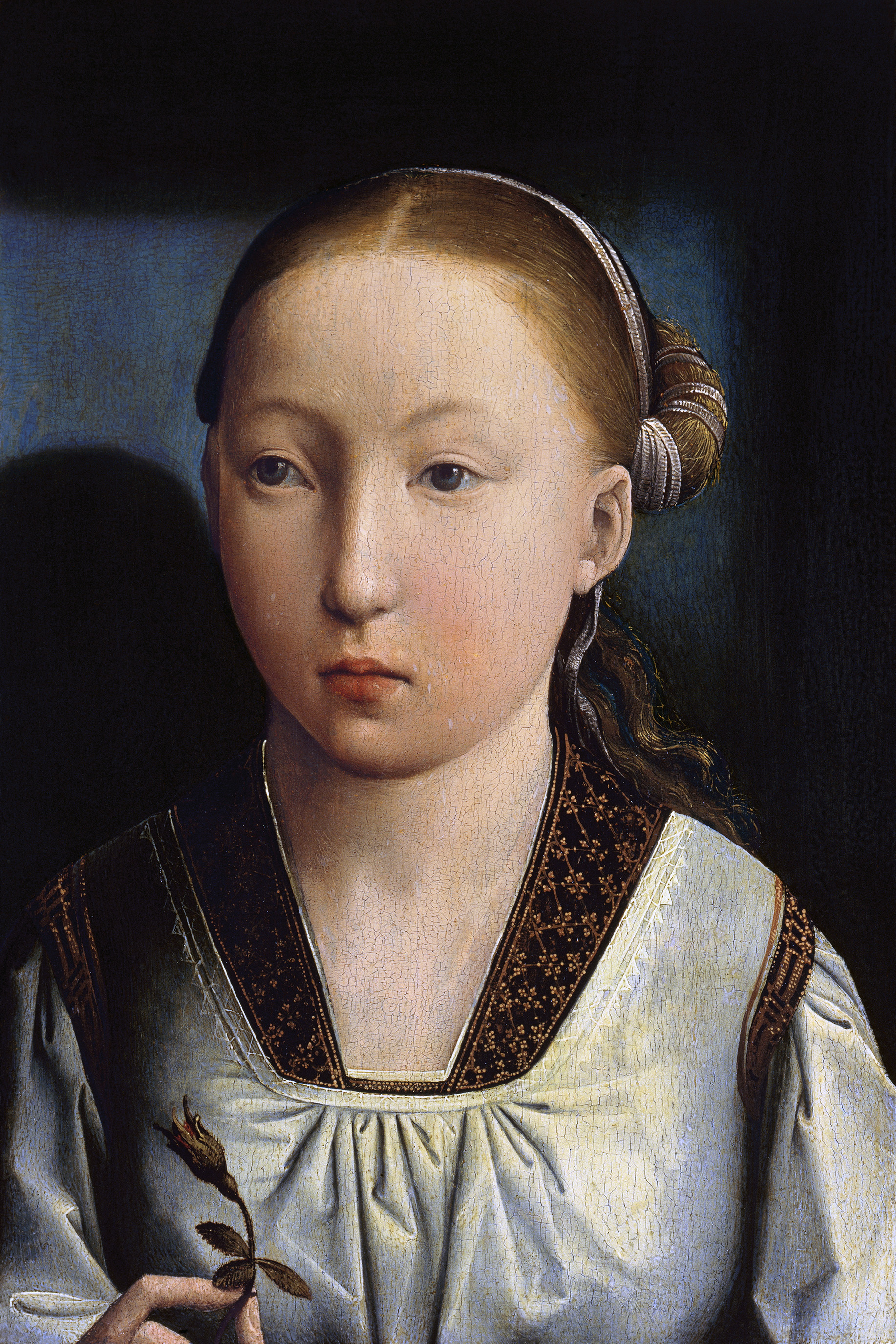
Retrat d'una jove fet per Juan de Flandes aprox. 1500. Es pensa que és Caterina d'Aragó, Infanta de la Corona hispànica i primera de les sis dones d'Enric VIII d'Anglaterra.

### Moderna
El pèl-roig es troba, avui dia, principalment al nord d'Europa. S'associa el pèl-roig amb les Illes Britàniques, especialment amb els escocesos, gal·lesos, irlandesos i còrnics. El pèl-roig es troba més freqüentment a l'Anglaterra més septentrional, on hi ha una freqüència de més del 15%. Al País de Gal·les, el pèl-roig té un 10% de freqüència.
A Escòcia, on el 13% de la població —uns sis-cents cinquanta mil escocesos— és pèl-roja (amb major concentració al sud-est, prop d'Edimburg, on voreja el 50% de la població), l'any 2014 circulà una teoria pseudocientífica segons la qual el canvi climàtic els posava en perill d'extinció, un mite originat l'any 2007 en Austràlia.
Eixa teoria, com la de la pèrdua del dit menut del peu, es desmunta pel fet que cada persona té dues còpies del gen MC1R, una del pare i una de la mare: quan la variant és recessiva, encara que el fill no el manifeste sí que pot transmetre'l als descendents, per la qual cosa es calcula que el percentatge d'escocesos rojos seria d'un 40%; això, a més del fet que la selecció sexual premi la singularitat, fa que siga pràcticament impossible que s'extinguisca.
Irlanda també té molts pèl-rojos; on el 10% té els cabells rojos o amb tonalitats vermelloses (strawberry blonde). Es pensa que més del 35% de la població irlandesa porta el recessiu "gen pèl-roig".
El pèl-roig o els cabells amb tonalitats rogenques també es troben en altres poblacions d'Europa, particularment als països nòrdics i bàltics així com parts dels Països Baixos, Bèlgica, França, Espanya, Itàlia, Alemanya, Portugal, Rússia i el sud-est d'Europa. Als Estats Units d'Amèrica, s'estima que entre el 2 i el 6% de la població és pèl-roja. Açò dona als Estats Units d'Amèrica la població més grossa de pèl-rojos del món, entre 6 i 18 milions, comparats als aproximadament 650.000 a Escòcia i 420.000 a Irlanda.
Entre els amazics també s'hi pot trobar ocasionalment pèl-rojos.
A Àsia, també es podien trobar cabells rojos foscos o amb matisos esporàdicament al nord de l'Índia, a l'Iran i al Pakistan, i fins i tot al Japó. Comunament es poden trobar pèl-rojos entre els que foren descendents de pobles iranians, com els paixtus.

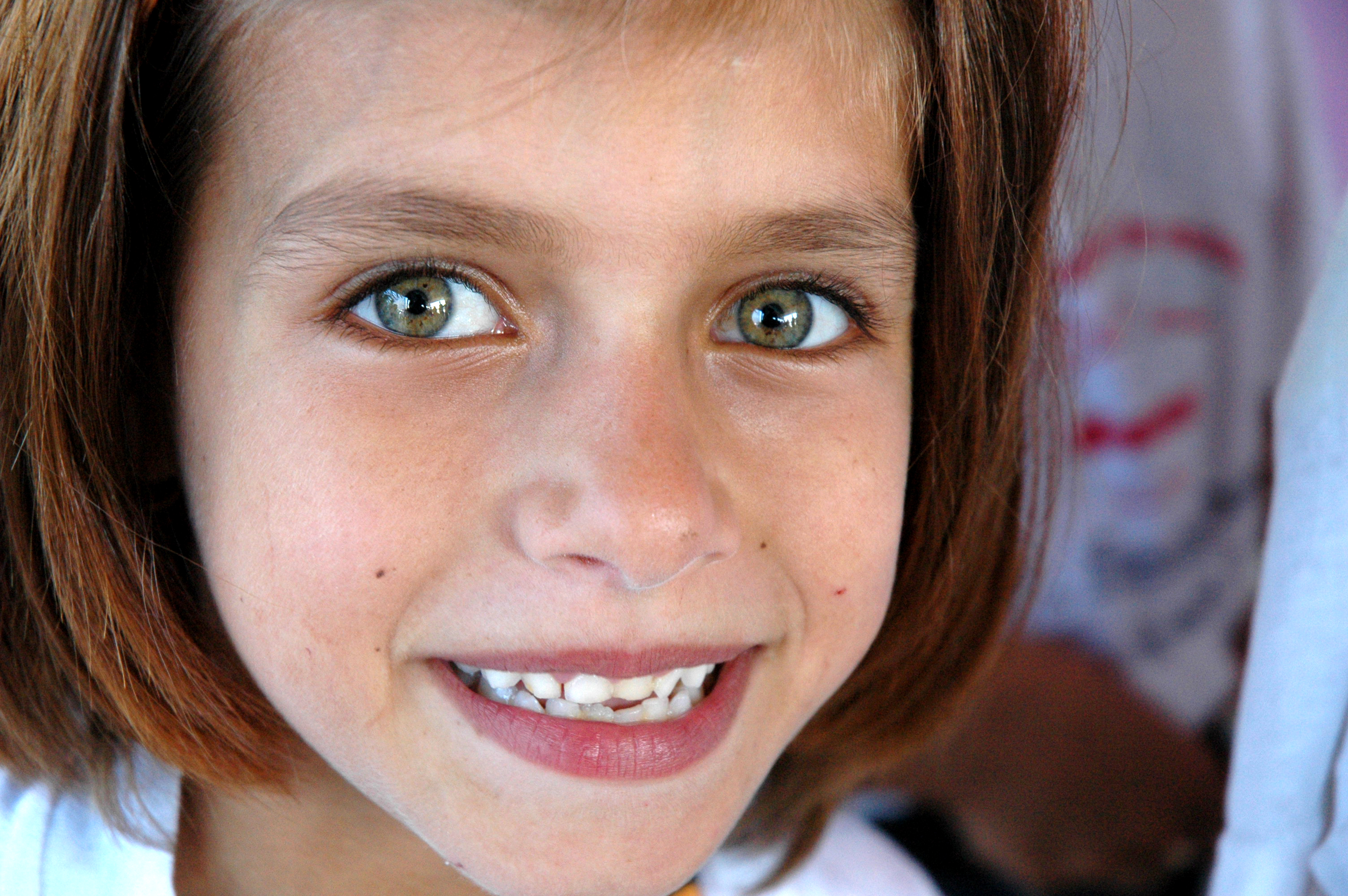
Xiqueta palestina amb cabells rogencs
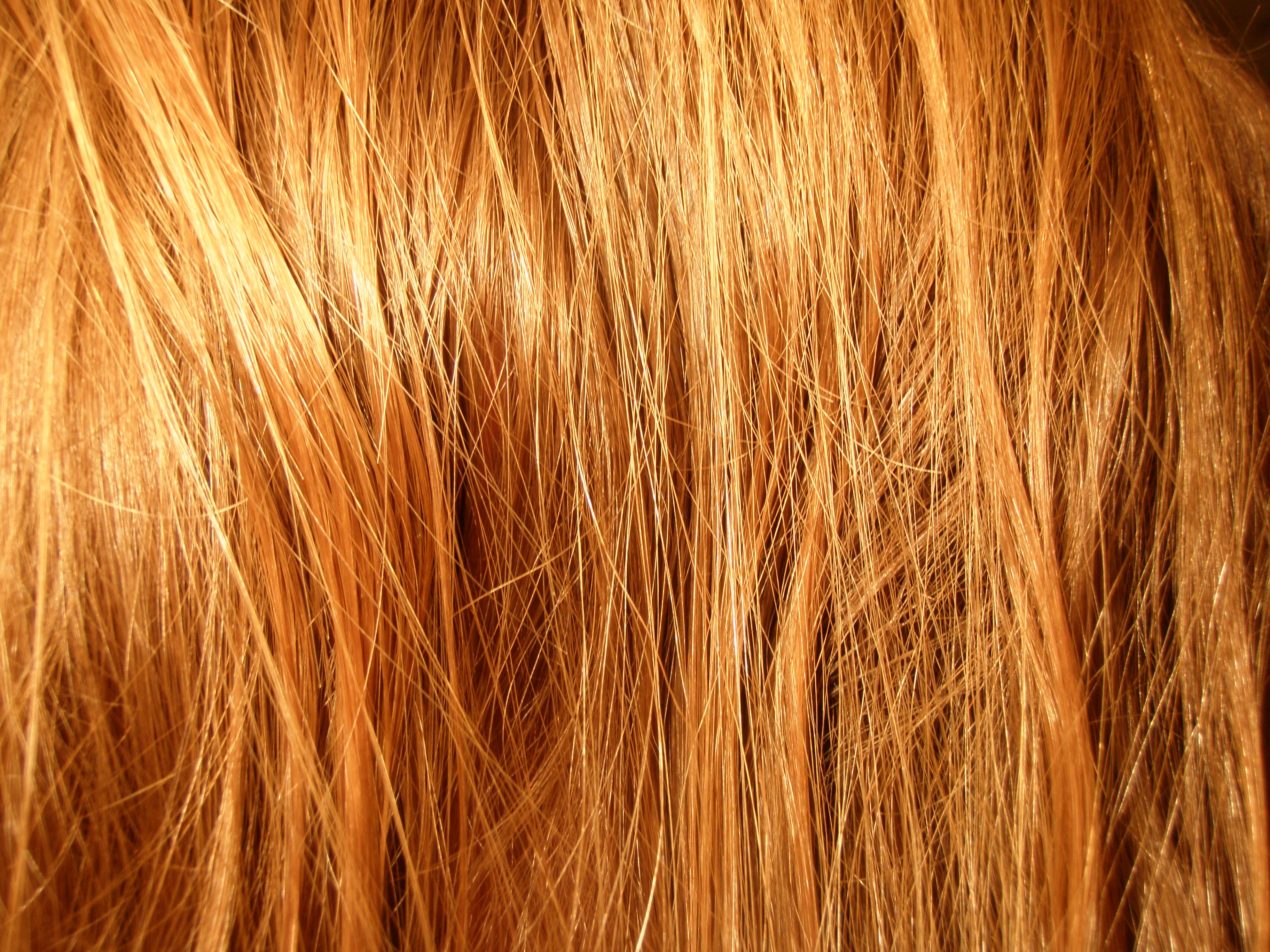
Cabells rojos
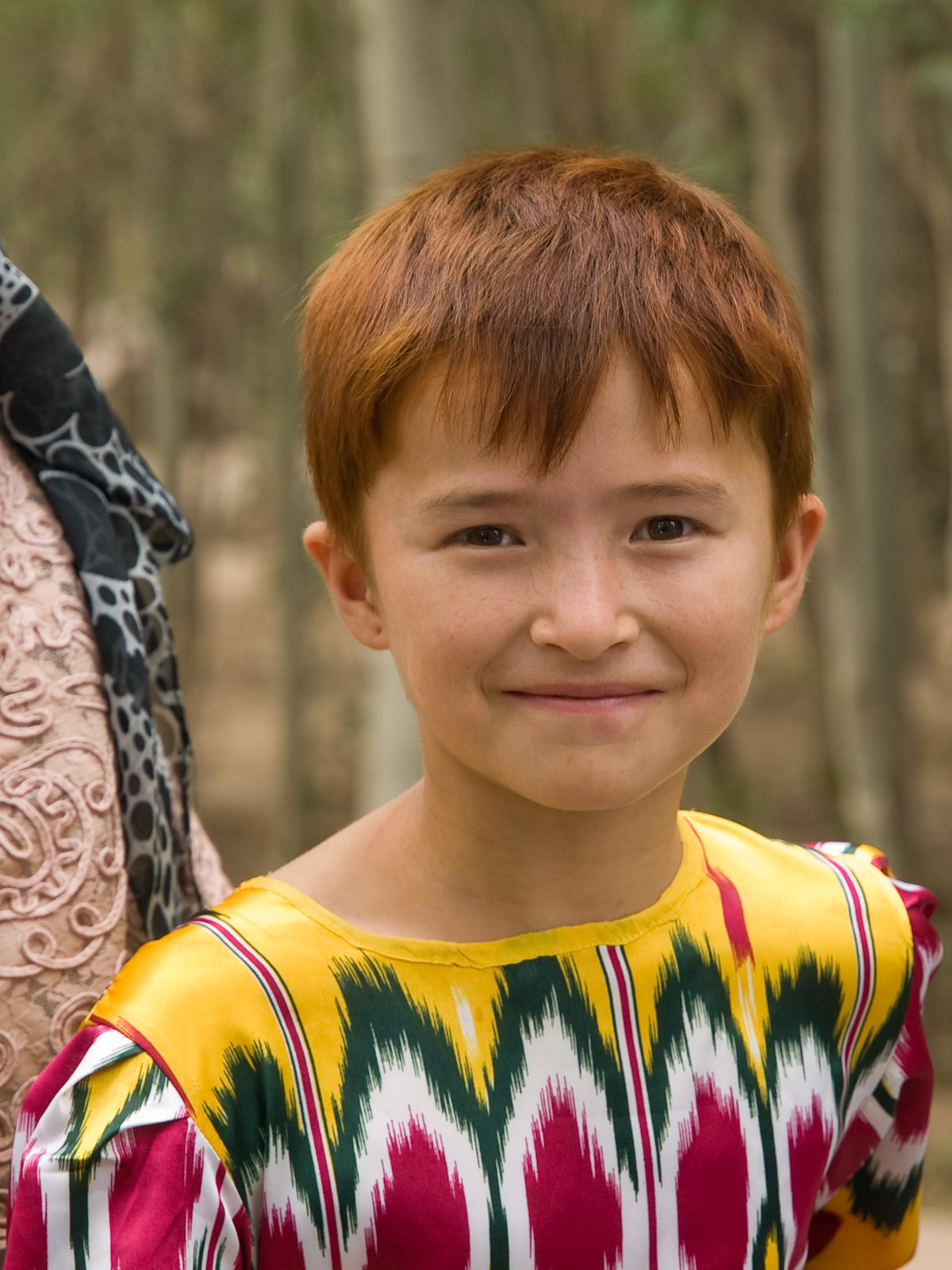
Xiquet de l'ètnia uigur
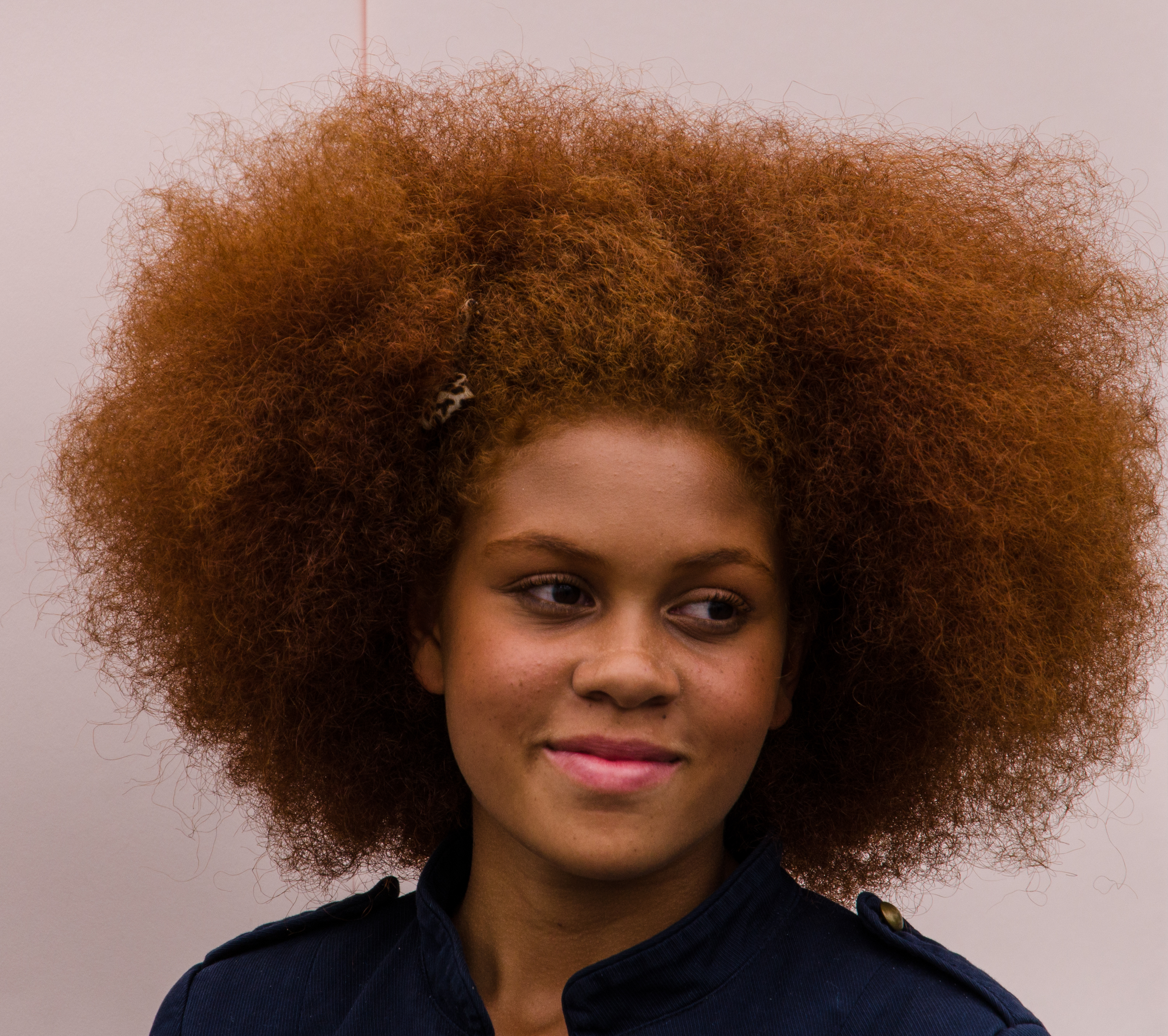
Pèl-roja afro

## Bioquímica i genètica

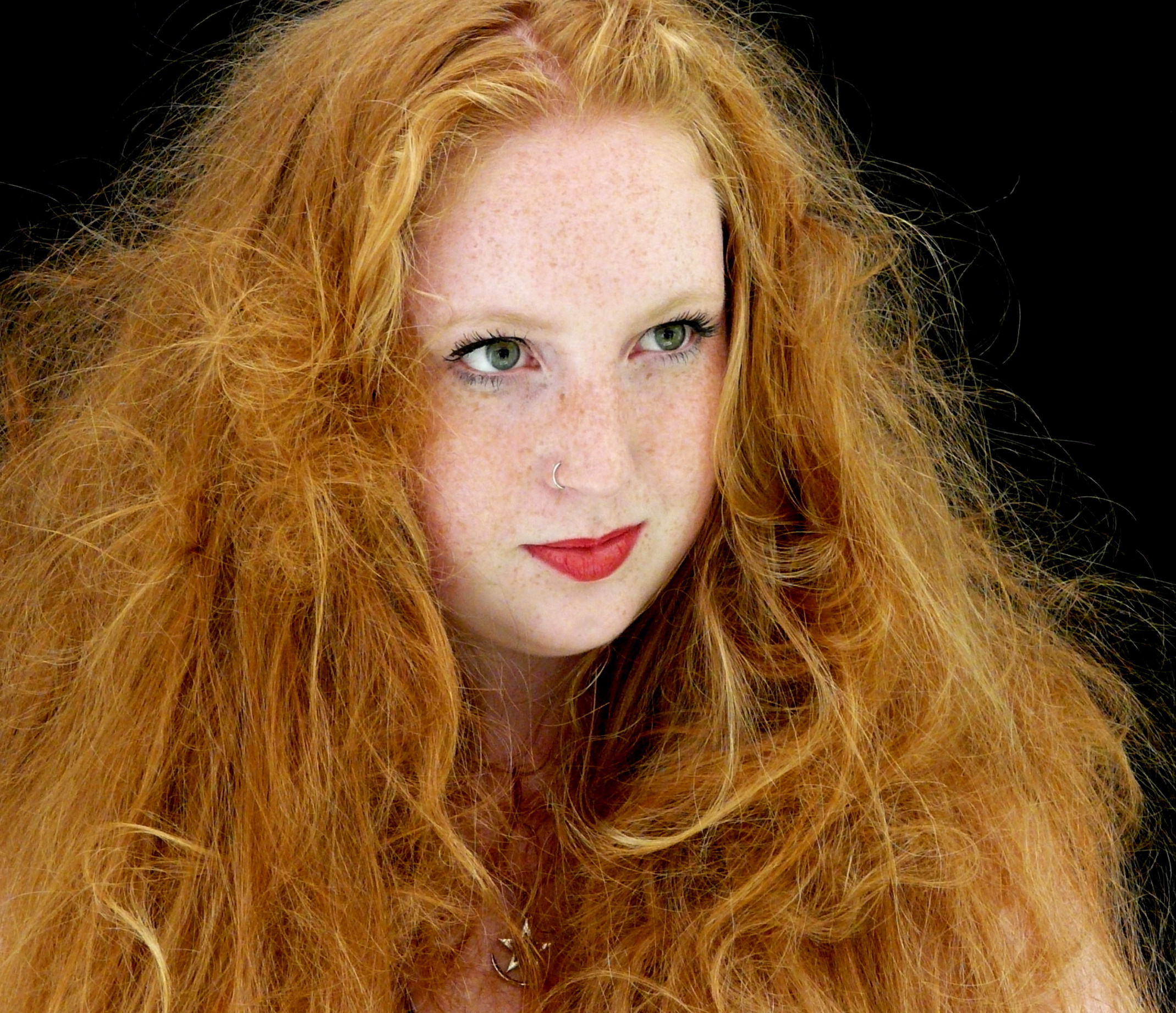
Pèl-roja amb pigues i ulls blaus

El pigment feomelanina és el que dona al pèl-roig el seu color distinctiu. Els cabells rojos són els que més feomelanina tenen i molt més que el pigment obscur eumelanina. El color castany vermellós té a part iguals feomelanina i eumelanina.
La genètica del pèl-roig, descoberta el 1997, sembla estar associada al receptor melanocortina 1 (MC1R), el gen de la qual es troba al cromosoma 16. El pèl-roig està associat a la pell clara i a la sensibilitat pels rajos ultraviolats. El gen recessiu MC1R, el qual dona a la gent pigmentació vermella als cabells i una pell clara, també està associat a les pigues, encara que no és estrany veure un pèl-roig sense pigues. El vuitanta per cent dels pèl-rojos tenen una variant del gen MC1R, i la prevalença d'aquests al·lels és més alta a Escòcia i a Irlanda. Els al·lels que codifiquen els cabells rojos són pròxims als al·lels que marquen el color de la pell, resultant en una expressió interrelacionada entre el fenotip de les pells clares i el color vermell dels cabells.

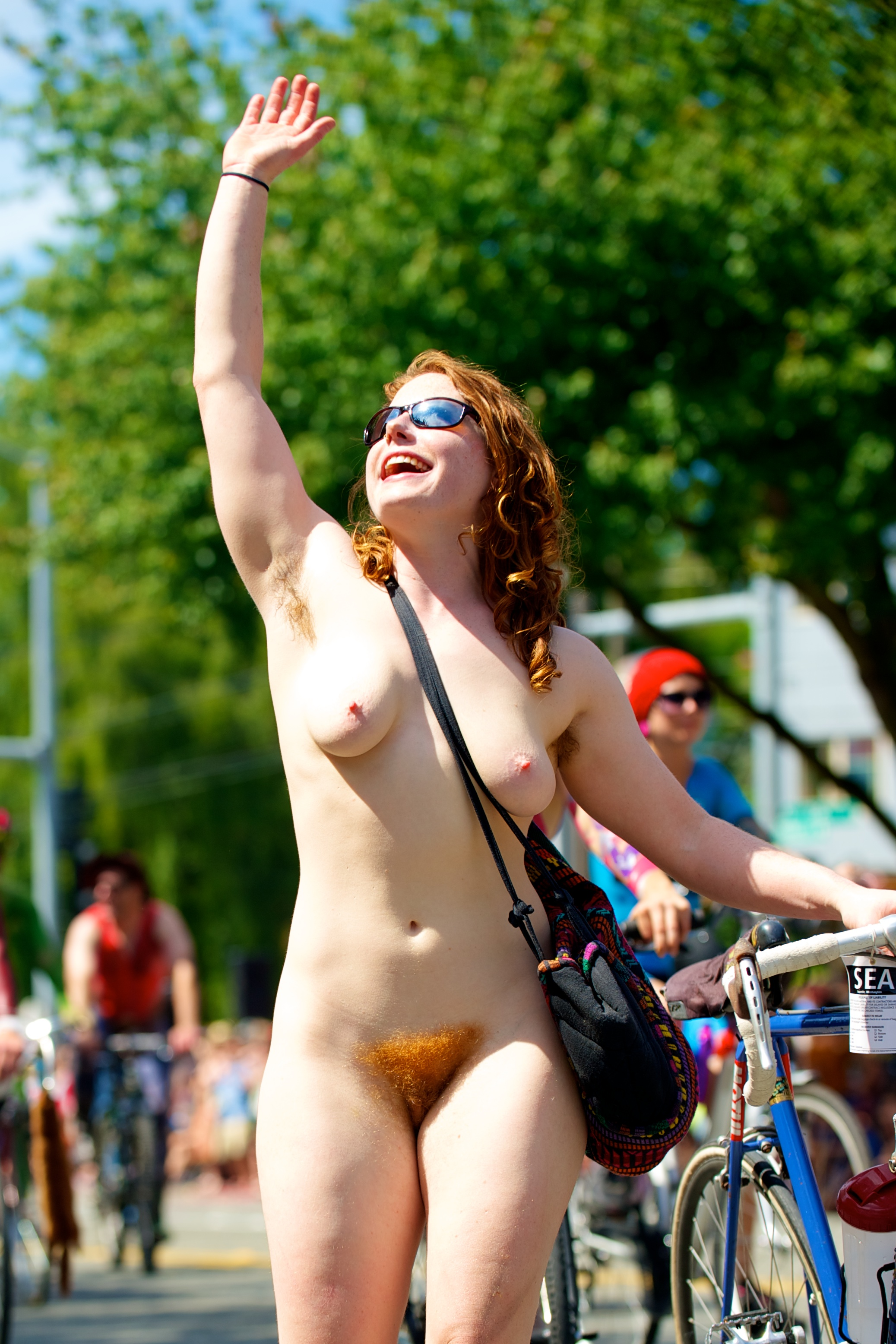
Pèl púbic pèl-roig

### Genètica
La genètica dels cabells vermells encara no està del tot resolta, se sap que hi ha connexions entre el pèl-roig amb el melanoma, malalties de la pell en general, i diferents reaccions a l'anestèsia. El gen MC1R no està lligat amb el color dels ulls. Existeix l'evidència, però, de la connexió del color dels ulls amb altres colors de cabells com el castany. L'herència del pèl-roig és pròxim al que els genetistes anomenen "herència autosòmica recessiva". Això significa que els pares de xiquets pèl-rojos porten el gen pèl-roig, però aquests possiblement no són pèl-rojos.
Hi ha proves que indiquen que el pèl-roig pot ser un exemple de dominància incompleta. És a dir, que en presència de l'al·lel, el color vermell pot fusionar-se amb altres colors, resultant diferent tipus de pèl-roig com són el ros-vermellós (Strawberry blonde) o el castany-vermellós (Auburn). Això també pot ser la causa que alguns hòmens rossos o castanys tinguen la barba roja.
Els al·lels Arg151Cys, Arg160Trp, Asp294His, i Arg142His al MC1R són recessius al fenotip pèl-roig.
Existix la possibilitat que el gen HCL2 (també coneguts com a RHC, RHA) al cromosoma 4 estiguen relacionats amb el pèl-roig.
Un altre estudi, de 2009, associa la mutació del gen MC1R a la malaltia de Parkinson: segons els autors, els pèl-rojos tenen el doble de possibilitats de contraure-la que els morenos.

### Evolució

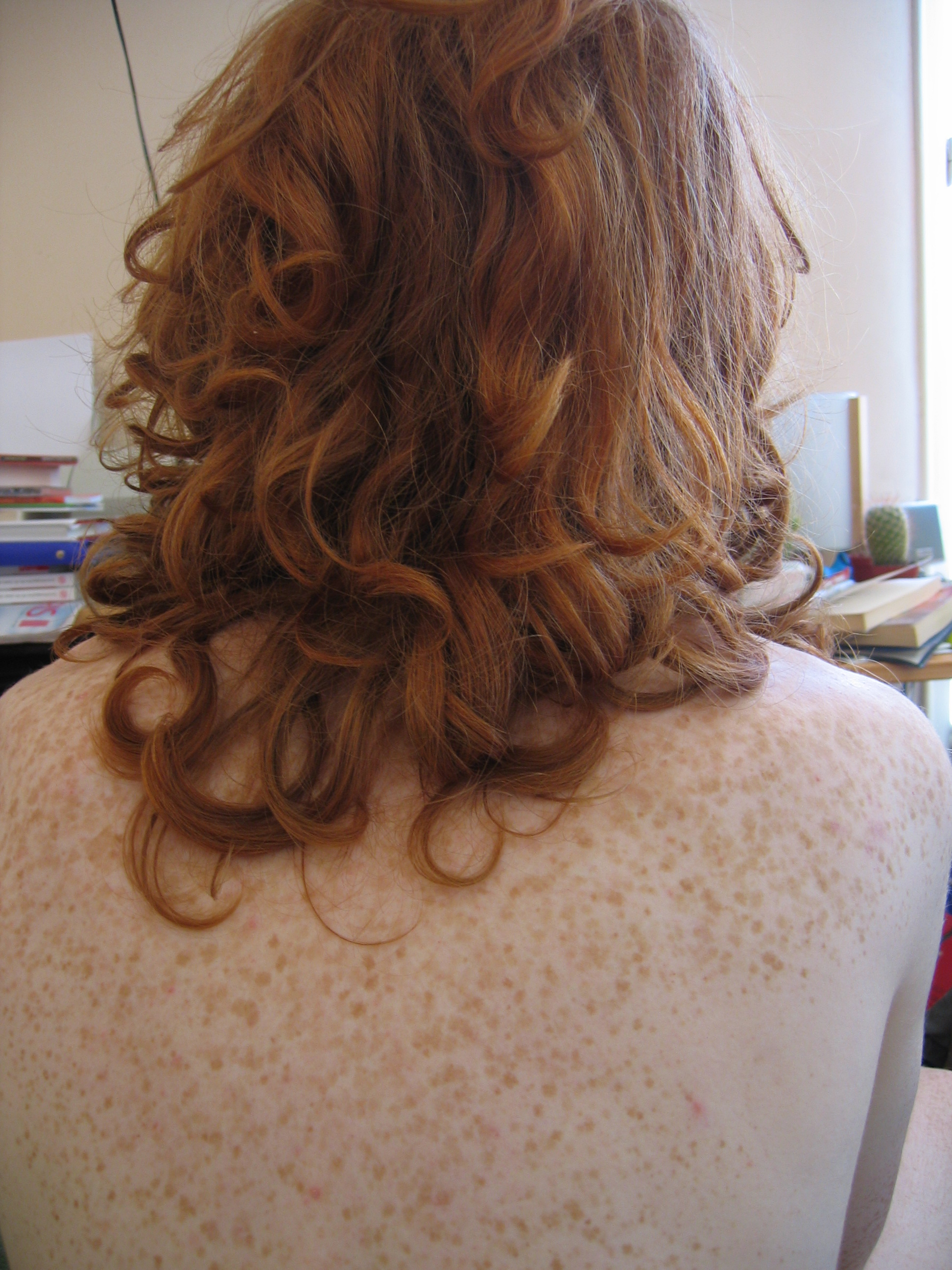
Una esquena pigada

El pèl-roig és el tipus de color de cabells natural més estrany i les raons per la seua ocurrència no estan gens clares. La pell clara associada al pèl-roig deu ser un avantatge en climes d'altes latituds on la llum solar és escassa. Estudis fets per Bodmer and Cavalli-Sforza (1976) van fer la hipòtesi que la pigmentació en pells clares prevé el raquitisme en latituds fredes fomentant la producció de nivells alts de Vitamina D i permet que la pell retinga millor la calor que qualsevol amb la pell fosca. Rees (2004) va suggerir que la vivor i la raresa del pèl-roig pot haver fet que es tornara desitjable en una parella i que fos més comú davant la selecció sexual.
Harding et al. (2000) va proposar que el pèl-roig no era resultat de la selecció positiva però sí que podria ser degut a una manca de selecció negativa. En Àfrica, per exemple, el pèl-roig es desselecciona a causa dels alts nivells de sol, els quals serien nocius per a la pell clara. Tanmateix, al nord d'Europa açò no passa i així els pèls-rojos apareixen mitjançant deriva genètica.
Hi ha estimacions sobre l'aparició original del gen actiu actual del pèl-roig que diuen que va ser fa entre 20.000 i 100.000 anys. En un estudi fet el 2001 per l'Oxford University, alguns comentaristes especulaven que els homes de Neanderthal tenien els cabells rojos, i que alguns pèl-rojos amb pigues hui dia comparteixen un poc d'herència genètica amb els Neandethals. Altres investigadors discreparen aquestes afirmacions, i els cercadors que realitzaren l'estudi varen dir que malinterpretaren les seues troballes.
Un altre estudi publicat el 2013, fet per la Universitat del País Basc entre més de mil persones de tot Espanya, revela que la mutació V60L, associada no només al pèl-roig sinó també a la pell clara i sent més freqüent del que es pensava, fou determinant per a la síntesi de la vitamina D, però més susceptible a l'aparició de melanoma.
Els cabells rojos solen ser grossos i ondulats, per la qual cosa s'encrespen més fàcilment; a més, el seu color els fa més sensibles als raigs del sol i la contaminació, la qual els fa perdre intensitat i adoptar un color paregut al de la palla: per això, es recomana usar productes capilars antioxidants i nutritius, lliures de sulfats i parabens, i evitar les fonts de calor; tanmateix, els pèl-rojos presenten menys quantitat de cabells blancs.

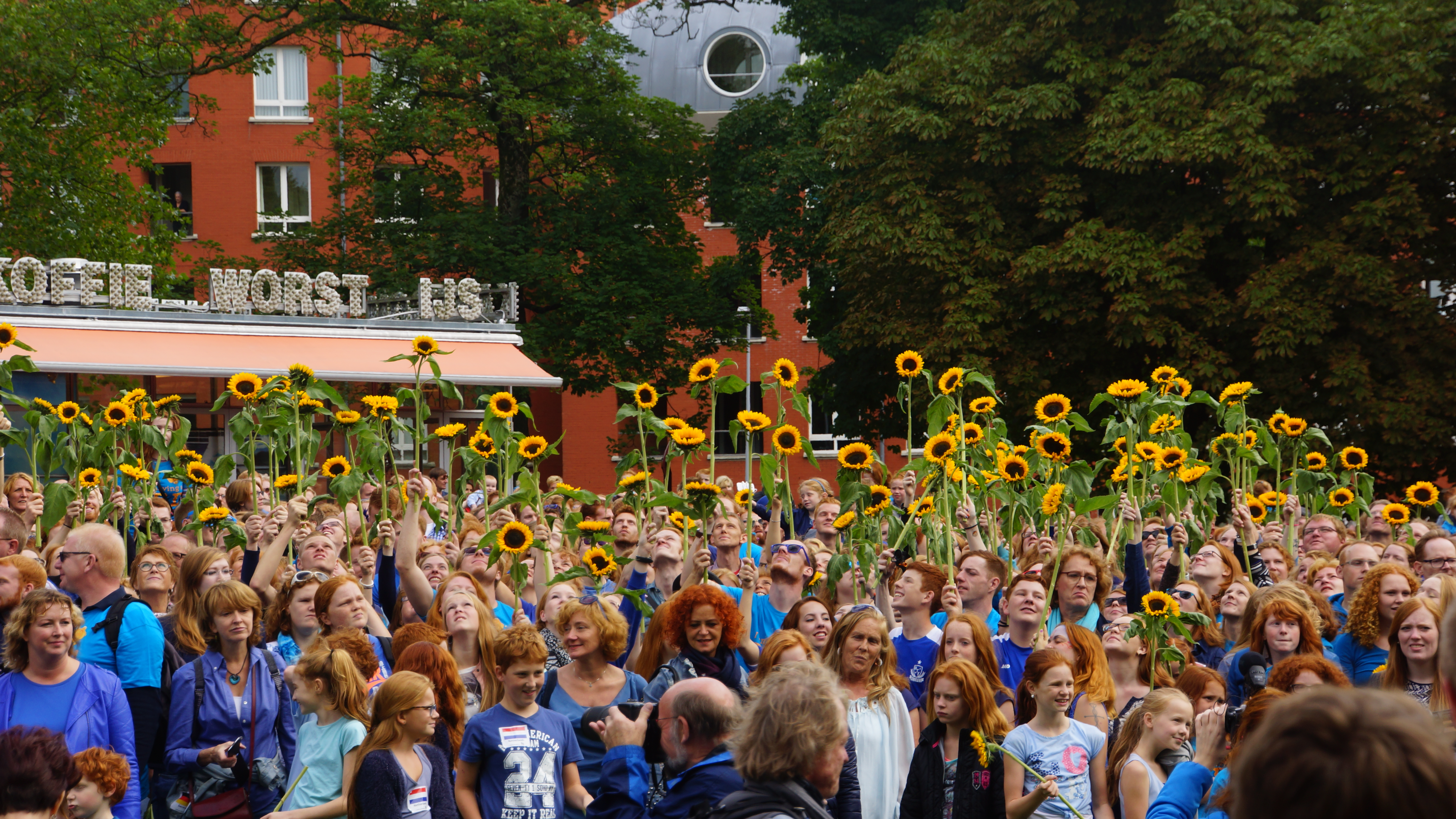
El Roodharigendag de 2015

## Percepció cultural
Hi ha la percepció que la gent pèl-roja pareix més jove,
però un estudi del Centre Erasmus de Rotterdam conclou que els portadors de la variant del MC1R responsable dels cabells rojos, ulls blaus i pigues són percebudes com dos anys majors de l'edat real.
Segons altres estadístiques, els pèl-rojos suporten millor el dolor en la pell, tenen més relacions sexuals o, en el cas dels hòmens, són un 50% menys propensos a tindre càncer de pròstata.
A Dinamarca és un orgull tindre un fill pèl-roig, i a Breda celebren un festival de pèl-rojos, el Roodharigendag, a principis de setembre.
En resposta a la predicció que assegura que l'últim pèl-roig naixerà cap a 2060, la Irish Redhead Convention de Crosshaven oferix cites ràpides entre rojos per a assegurar la pervivència dels gens.
Fins i tot hi ha un documental en gaèlic irlandés, Rua (Mary Crumlish, 2008), que tracta d'oferir una visió més amable del rutilisme amb pèl-rojos històrics com la guerrera Macha Mong Rua i contemporanis com la humorista Catherine Tate.
En canvi, l'adagi popular valencià «home roig i gos pelut…» (amb diverses variants) identifica als pèl-rojos com a elements a evitar.
| N.   | nom i llinatges         | activitat        | origen      | m.   |
| ---- | ----------------------- | ---------------- | ----------- | ---- |
| 1786 | Titia Bergsma           | burgesa          | frisona     | 1821 |
| 1208 | Jaume el Conqueridor    | monarca          | català      | 1276 |
| 1988 | Rupert Grint            | actor            | anglés      |      |
|      | Venus O'Hara            | escriptora       | anglesa     |      |
| 1985 | Simone Simons           | cantant de metal | limburguesa |      |
| 1491 | Enric VIII d'Anglaterra | monarca          | londinenc   | 1547 |

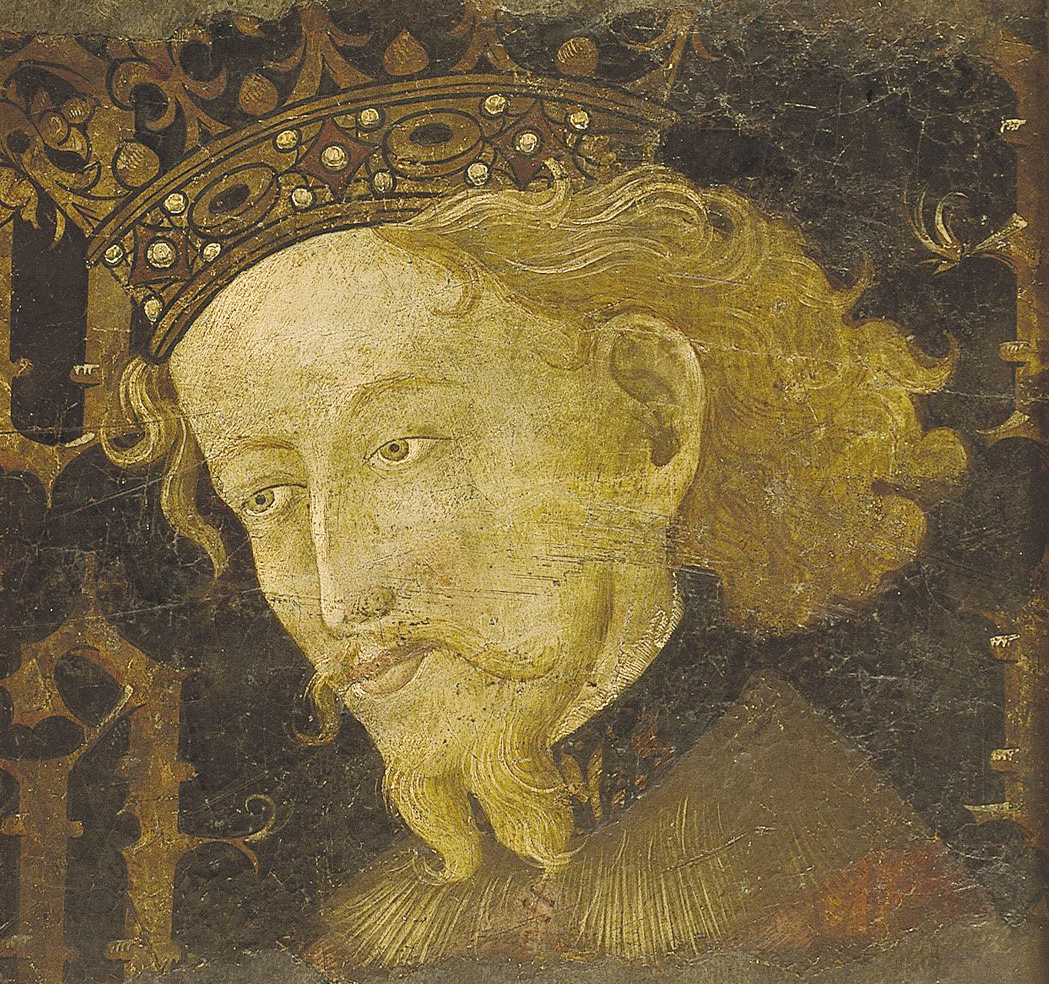
Jaume Mateu
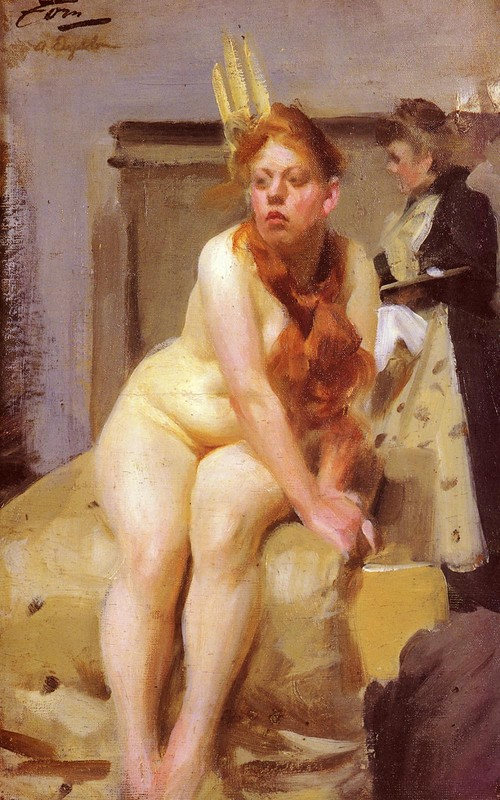
I Ateljen
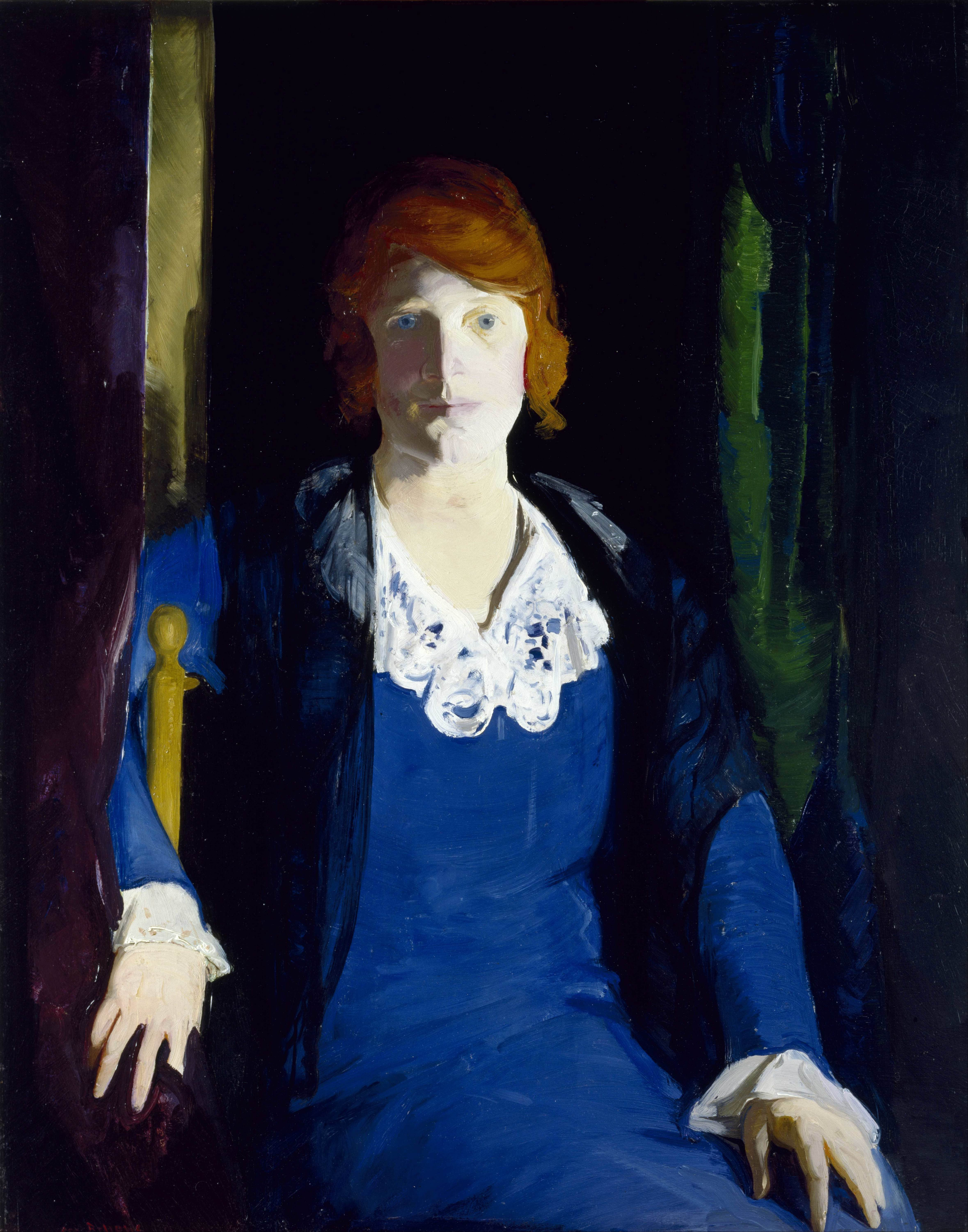
Portrait of Florence Pierce
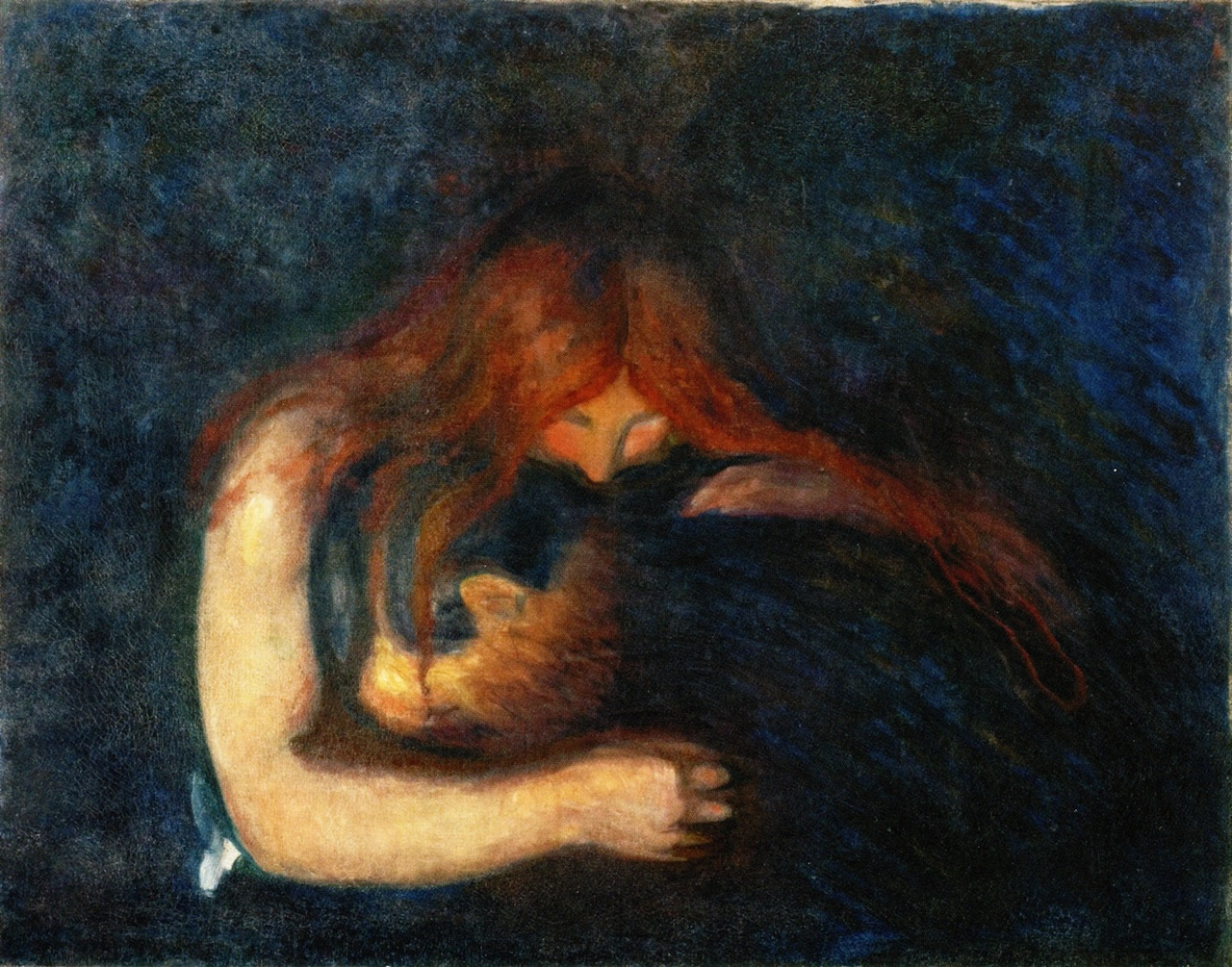
Amor i Dolor
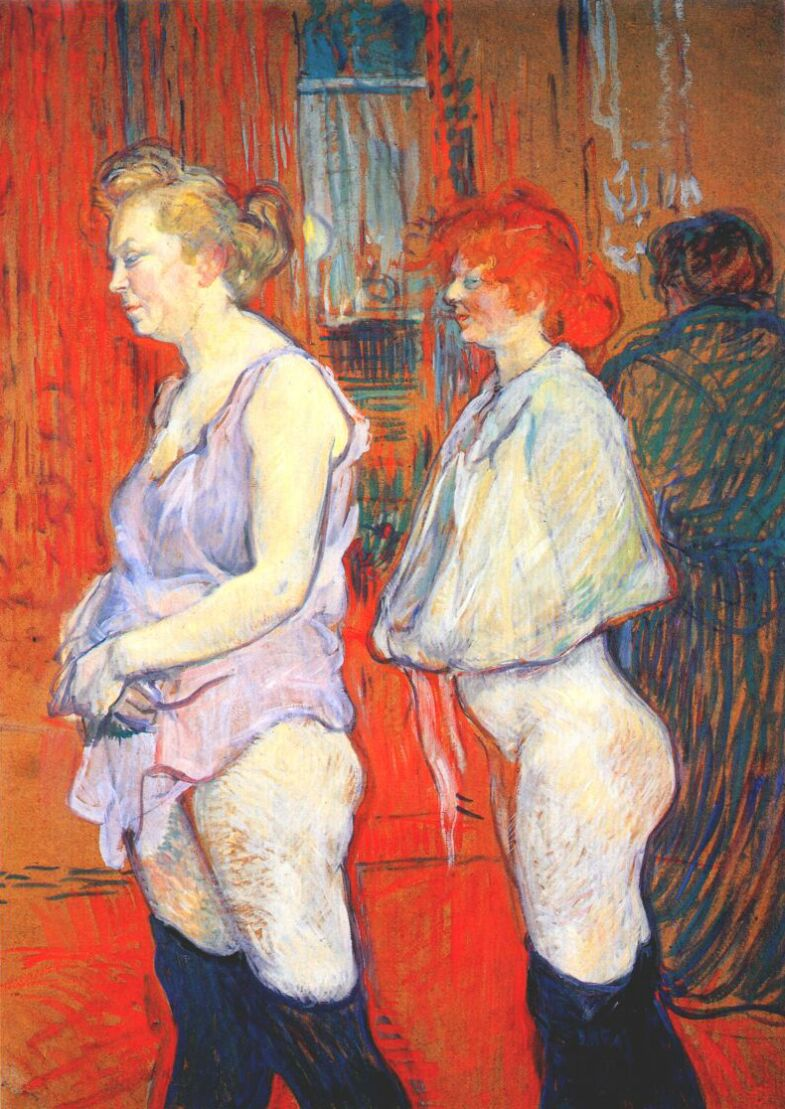
L' Inspection médicale
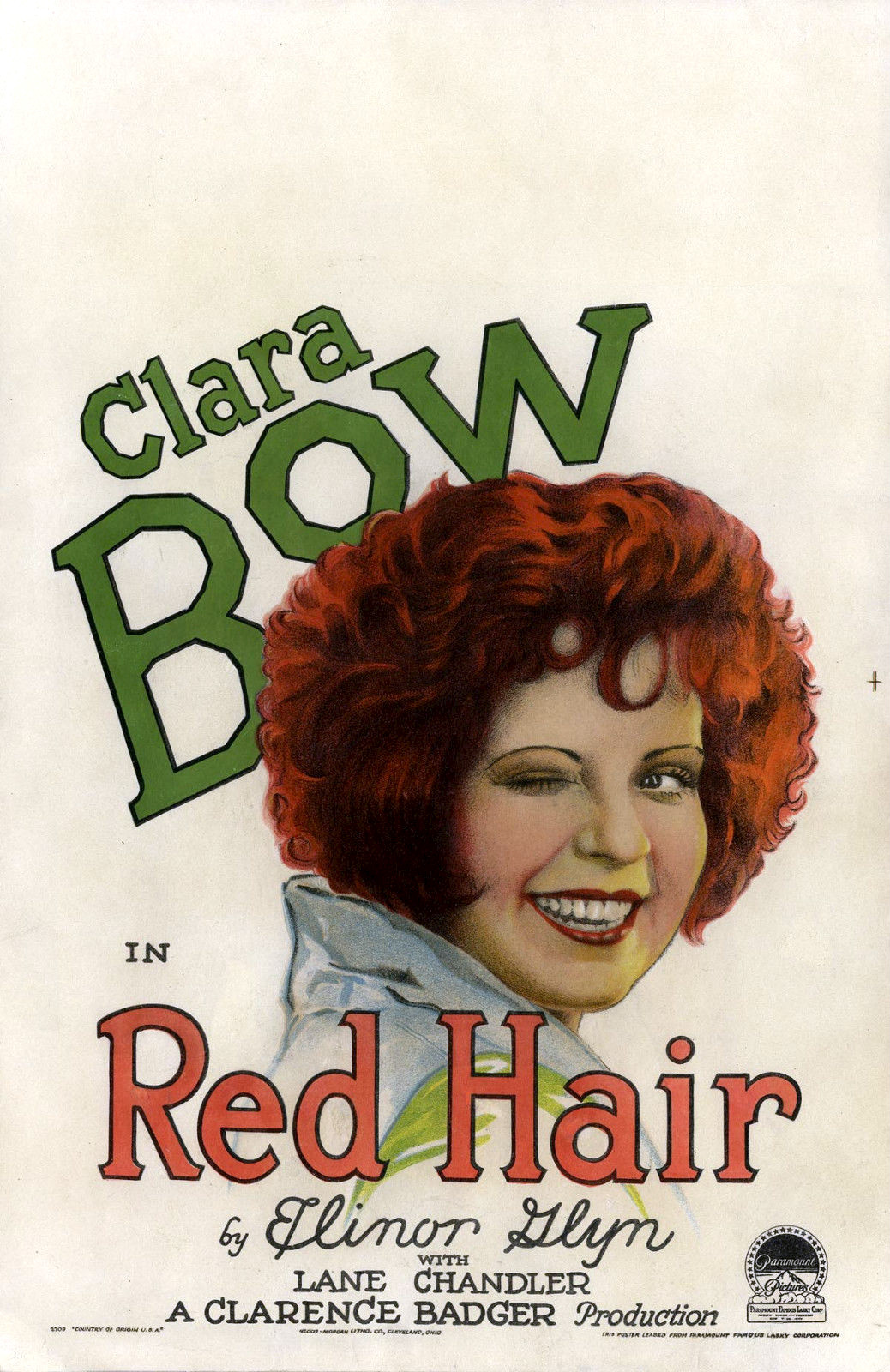
Red Hair
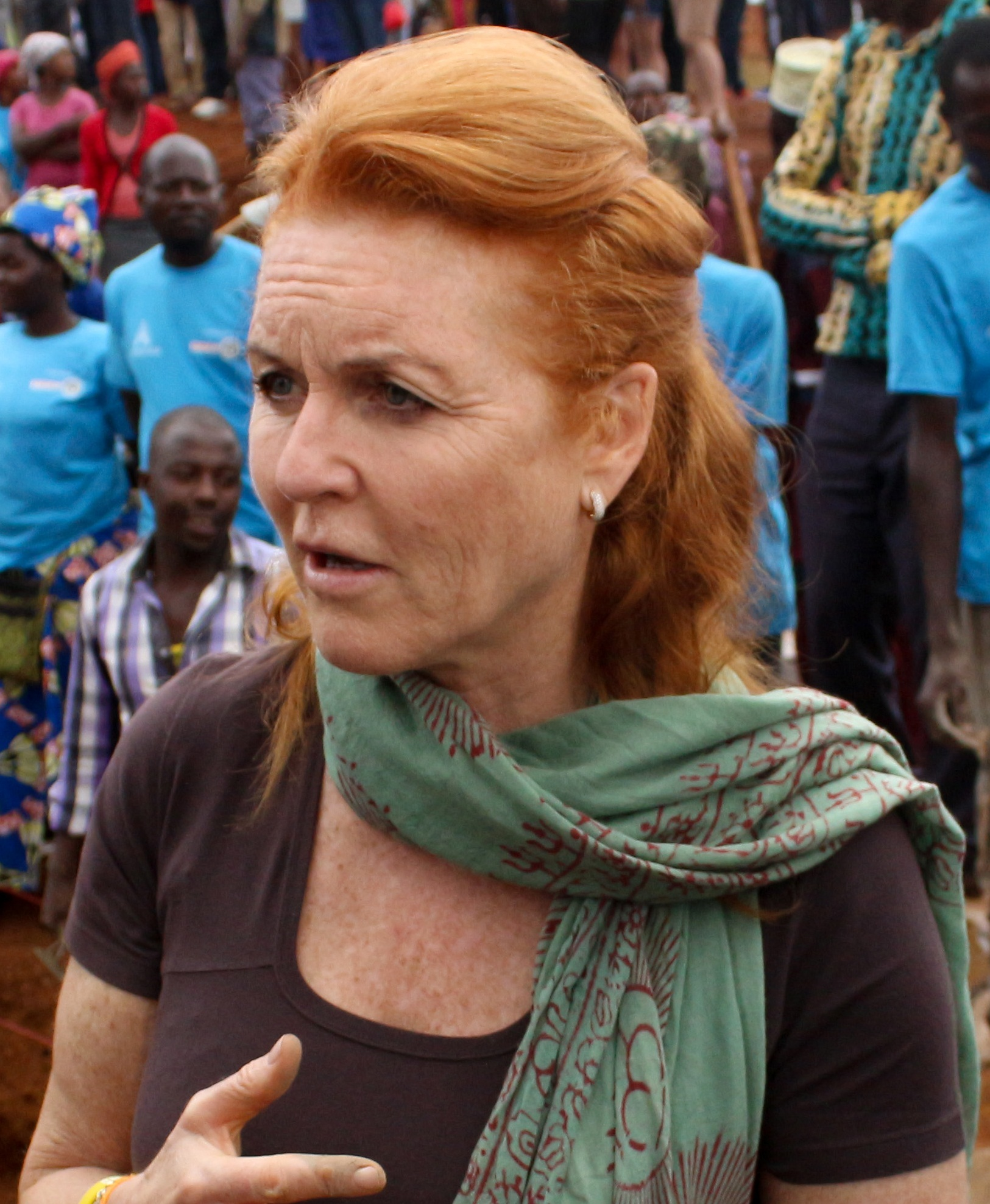
Sarah Ferguson
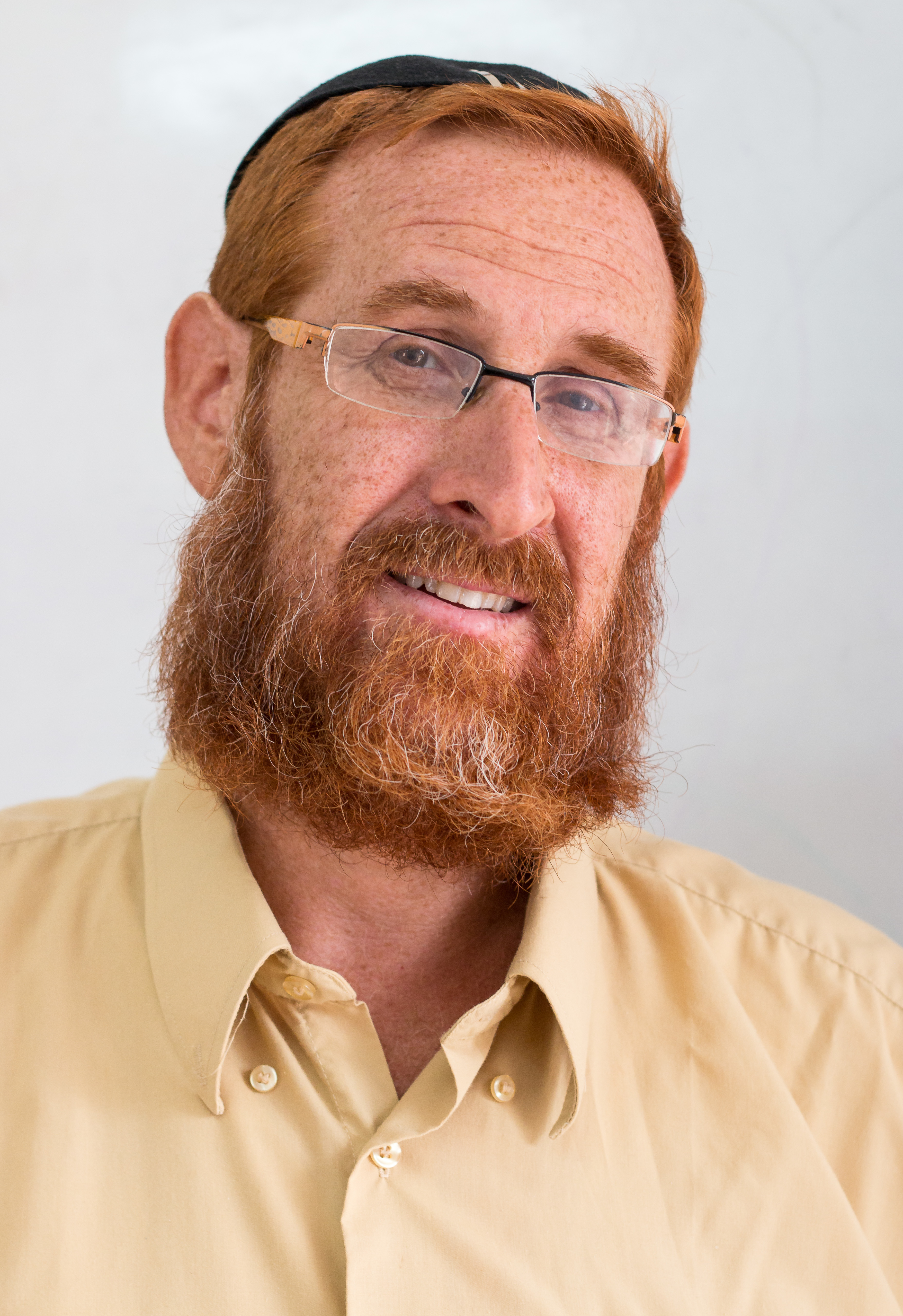
Yehuda Glick
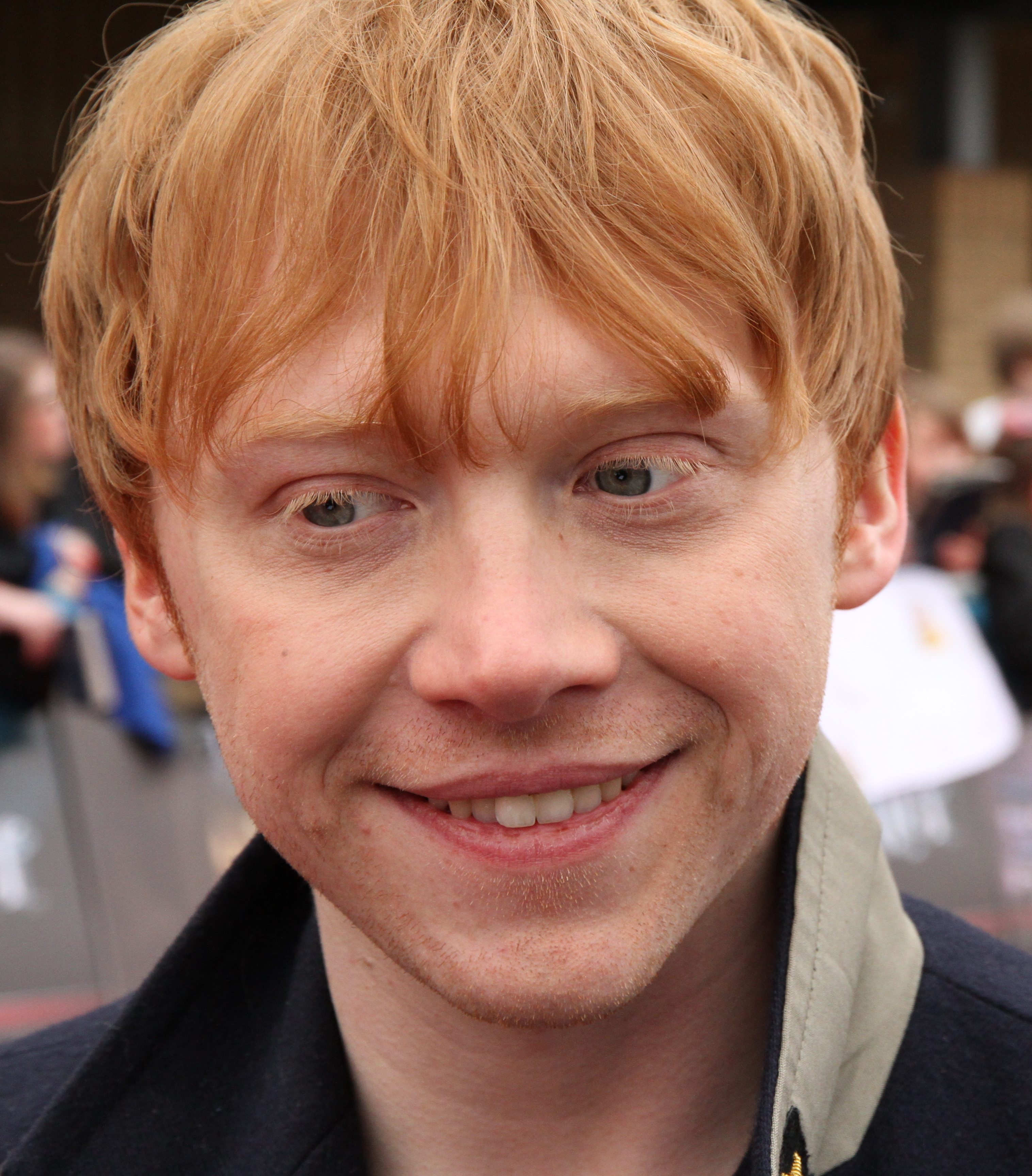
Rupert Grint
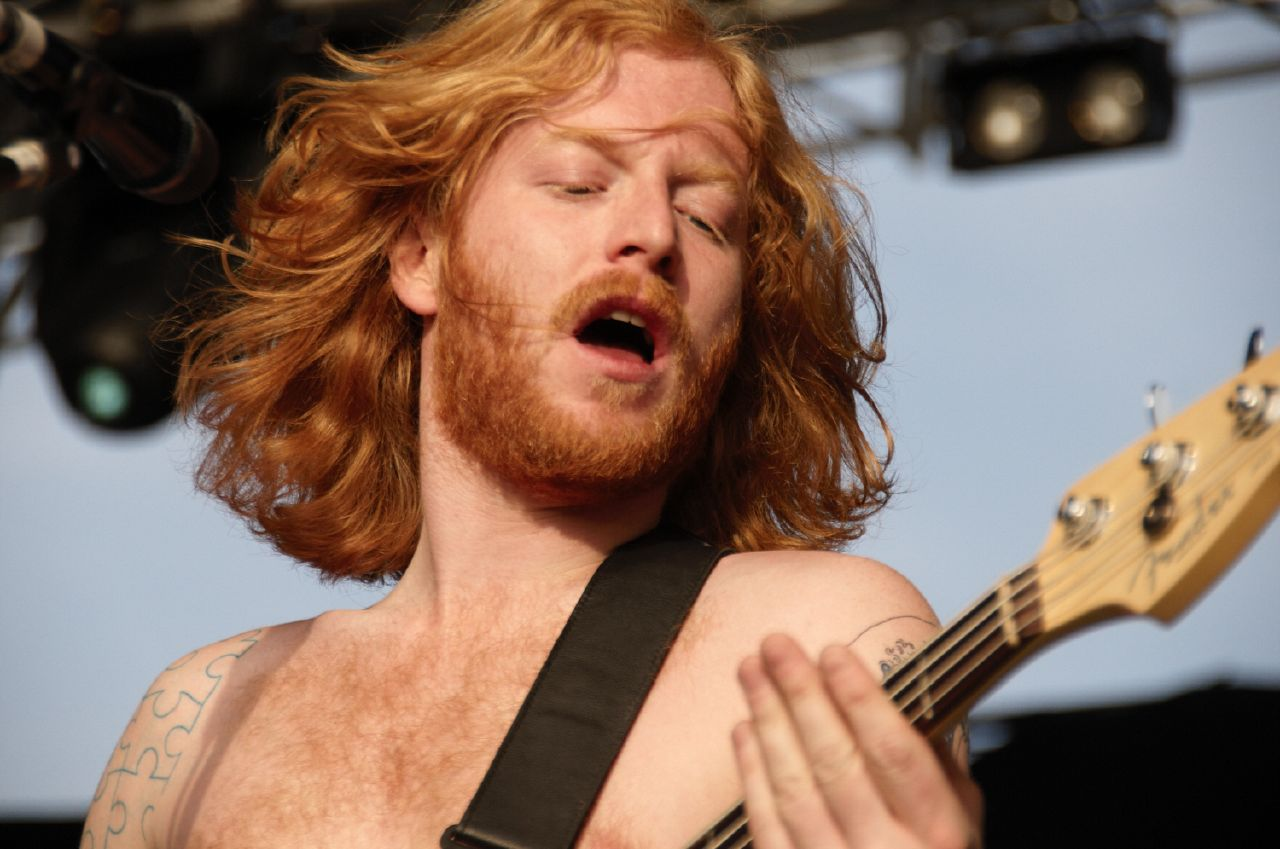
James Johnston
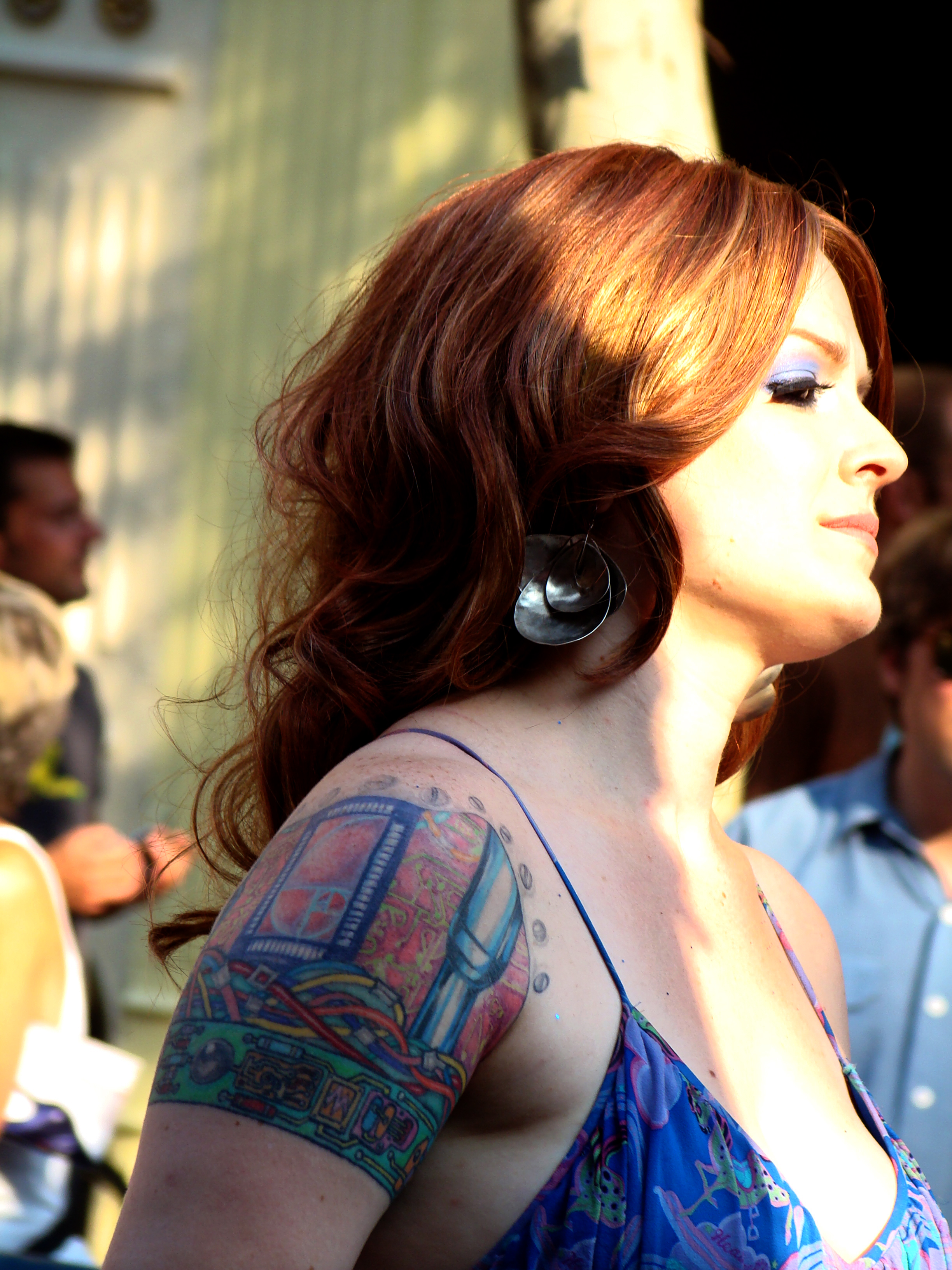
Ana Matronic
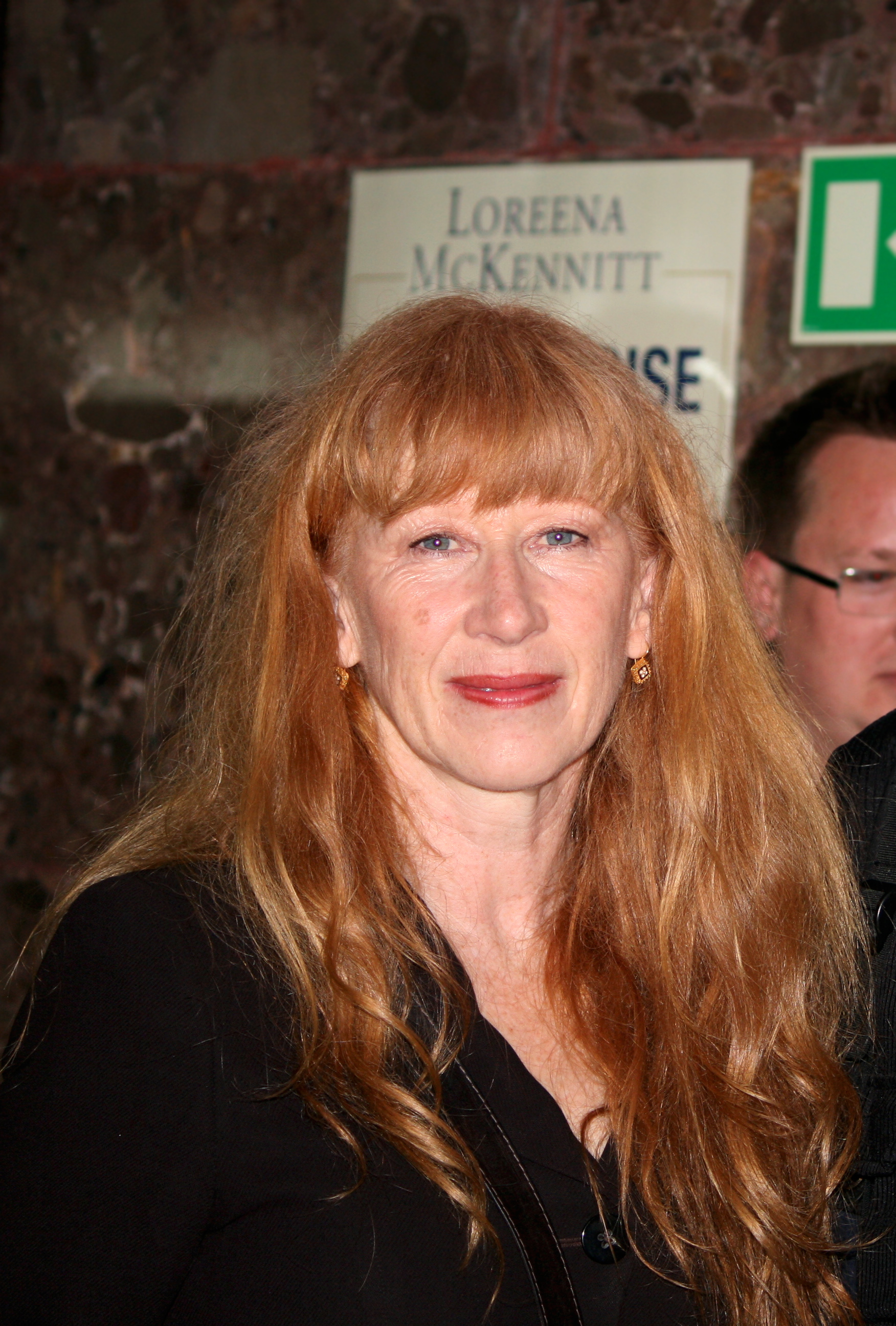
Loreena McKennitt
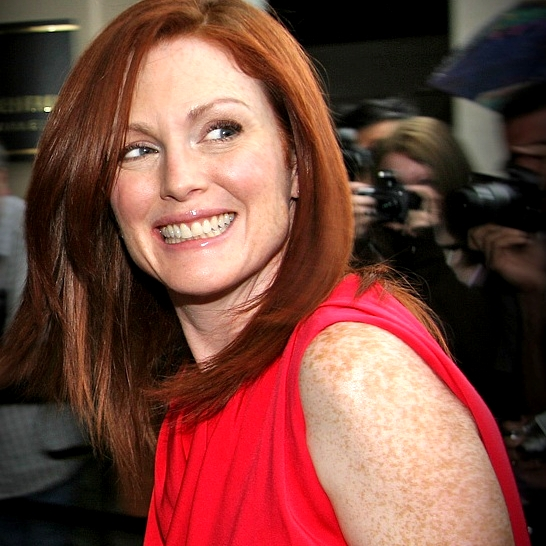
Julianne Moore
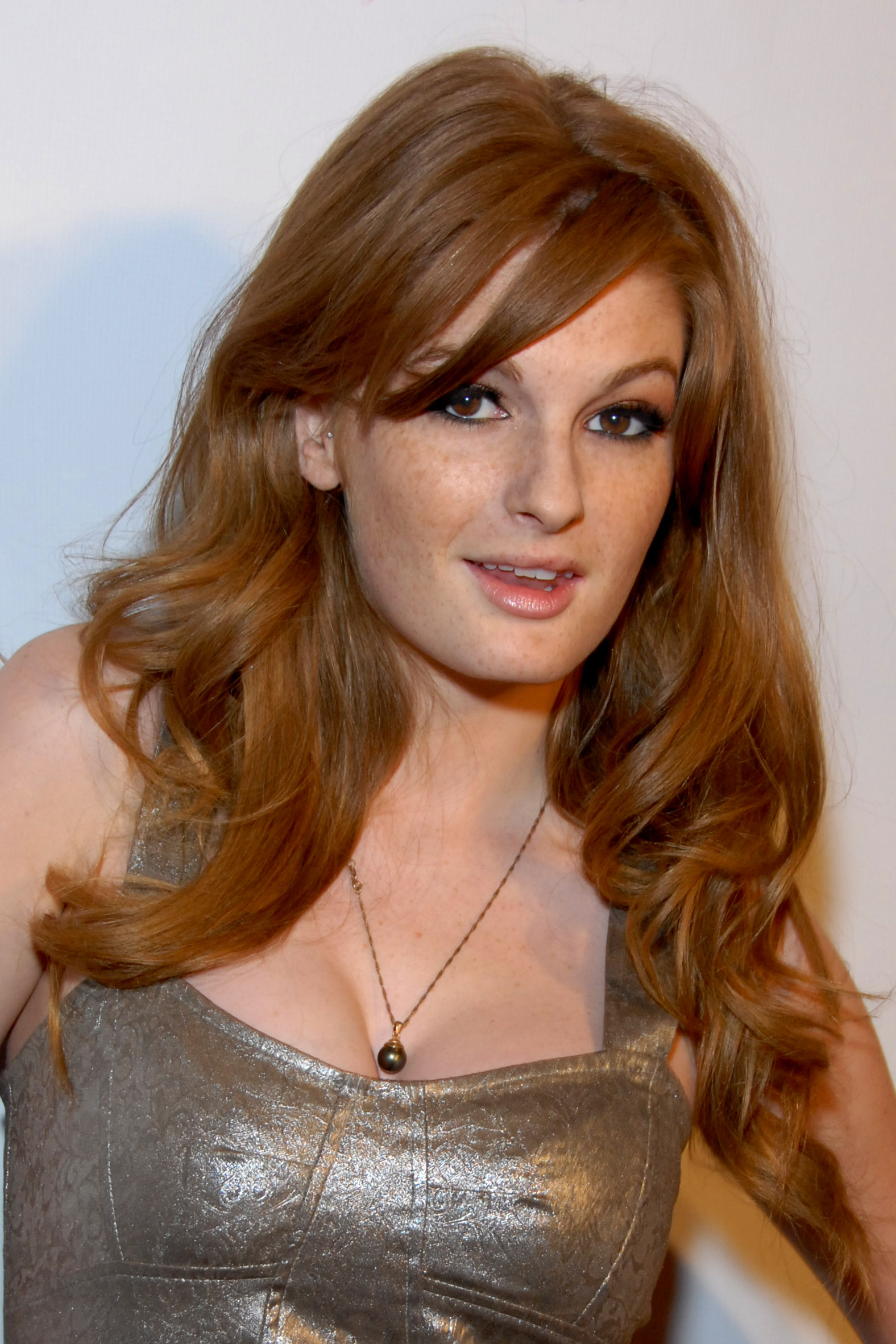
Faye Reagan
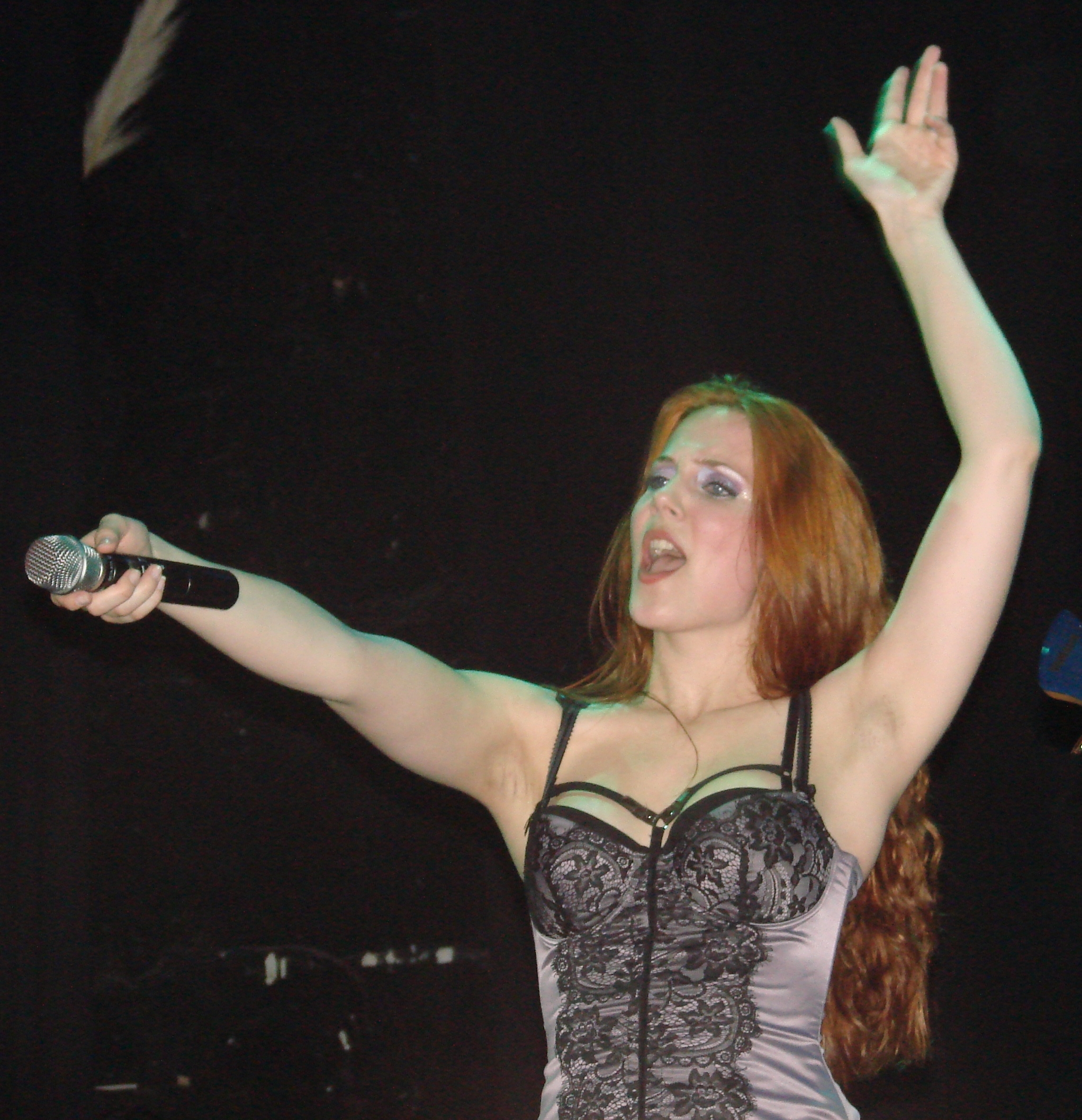
Simone Simons